# Грошовий обіг РРФСР та СРСР

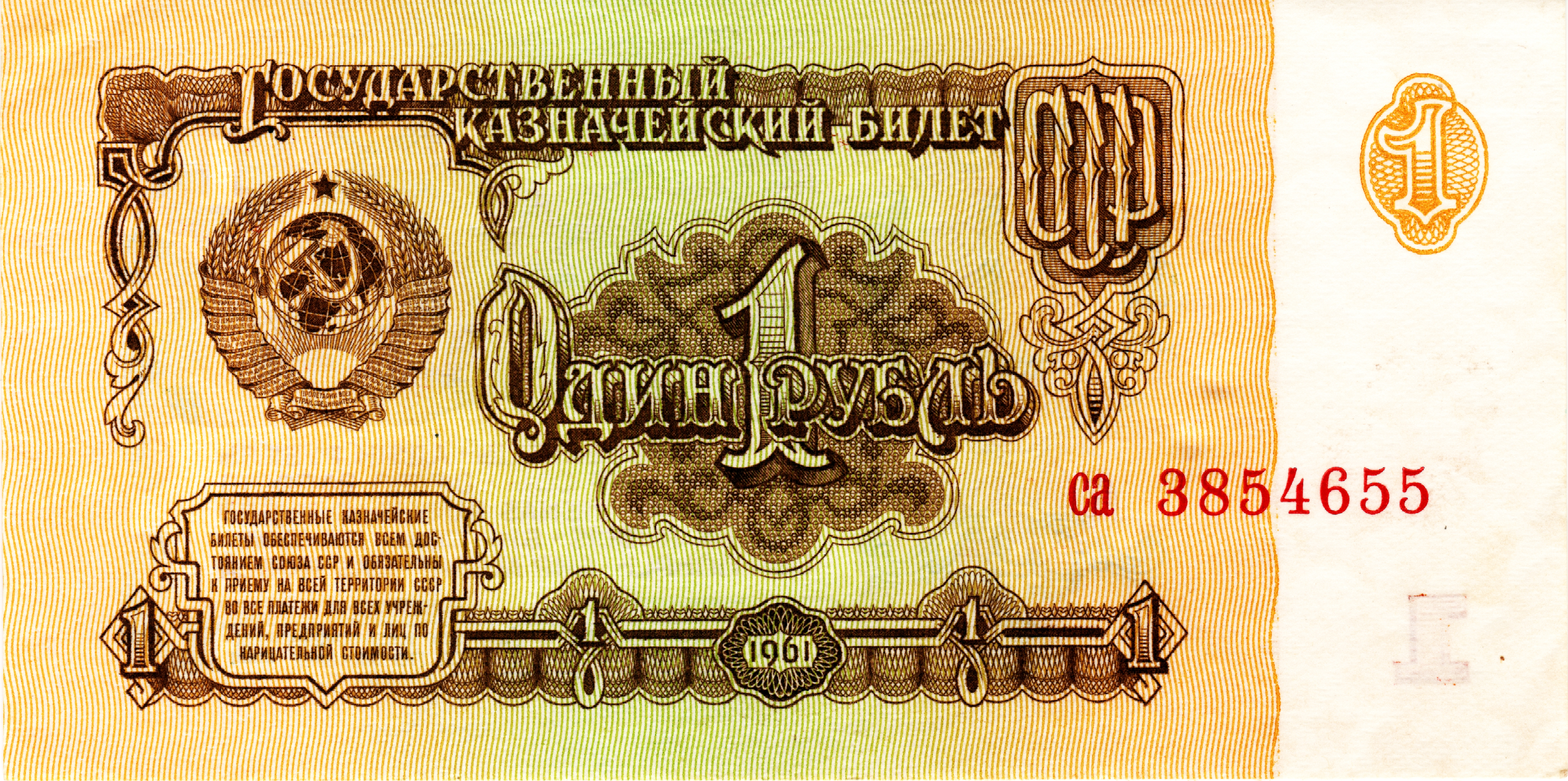
Купюра в 1 карбованець зразка 1961 року

У статті показана статистика грошового обігу радянського карбованця, грошової одиниці РРФСР (1917—1922) та СРСР (1922—1991).

## Обіг радянського карбованця

### Історія обігу
1918—1921 роки для радянського грошового обігу відзначилися постійно зростаючою емісією радзнаків для покриття дефіциту державного бюджету, що виник через збільшенне видатків на оборону країни. Якщо у 1918 році емісія радзнаків становила 33.6 млрд крб., то 1920-го вона збільшилася до 343.5 млрд крб. Вже 1919 року радзнаки стали основним видом грошей, які наприкінці громадянської війни становили 90 % усієї грошової маси РРФСР в обігу.
Деномінації 1921 та 1922 років стали одним із заходів по зміцненню грошового обігу, номінальне скорочення грошової маси в обігу в 1 млн разів дозволило повернути грошовий рахунок від сотень тисяч і мільйонів карбованців до копійок та карбованців. Введення в країні реформою 1922—1924 років твердої валюти у червінцях та карзначейських білетах стабілізувало грошовий обіг й зупинило інфляційний процес та забезпечило відбудову народного господарства. Станом на кінець 1925 року: червінці в обігу становили 57.2 %, казначейські білети 30.6 % і розмінна монета 12.2 %. Така будова грошової маси повною мірою відповідала потребам платіжного обігу. У період завершення грошової реформи, через постійне зростання товарообігу, емісія грошових знаків значно збільшилася. Так, якщо на 1 лютого 1924 року в обігу знаходилося грошових знаків у червінцях всього на 286.6 млн крб., то на 1 грудня 1925 року обсяг грошової маси складав вже 722.3 млн крб. Однак зростання грошової маси пропорційно потребам товарообігу у ті роки не призвело до знецінення карбованця.
Відмова від політики НЕПу, насильницька колективізація, надзвичайно витратна й малоефективна форсована індустріалізація наприкінці 1920-х—початку 1930-х років негативно вплинули на грошовий обіг, повністю розоривши бюджет держави. Його великий дефіцит компенсували підвищенням цін та емісією, що, відповідно призвело до знецінення карбованця. Тільки за період 1927—1937 років грошова маса в обігу збільшилася у 8 раз, темпи приросту маси грошей були більше темпів приросту продукції промисловості на 24 %. Проведені в середині 1930-х років заходи по скороченню дефіциту бюджету, збільшенню товарного фонду держави та підвищенню виробництва сільськогосподарської продукції — дозволили у деякій мірі покращити грошовий обіг. Однак різке збільшення витрат держави у 1938—1940 роках на виробництво військової техніки та утримання армії — знову призвело до складної ситуації в грошовому обігу, через що надлишок грошей в обігу до середини 1940 року становив 9—10 млрд крб.
Під час Німецько-радянської війни кількість грошей в обігу збільшилася з 18.4 млрд крб., на 1 червня 1941 року, до 73.9 млрд крб., на кінець 1945 року, таким чином кількість надлишкових грошей складала 35 млрд крб. Надлишок грошей у обігу, що утворився в роки війни, зосередження великих грошових накопичень в окремих осіб, а також збільшення державного боргу — були перешкодою для зміцнення карбованця та скасування карткової системи. Щоб привести кількість грошей в обігу у відповідність до нормальних потреб господарського обороту, збалансувати грошові доходи та витрати населення, звільнити бюджетні кошти для фінансування повоєнного відновлення та розвитку народного господарства — була проведена реформа, яка скоротила кількість грошей, станом на грудень 1947 року, у 4.6 рази.
На 1 січня 1959 року в обігу знаходилося готівки на суму 61.8 млрд крб. За період з 1 січня 1953 по 1 січня 1959 роки — кількість грошей в обігу збільшилася на 25.4 млрд крб., або на 69.8 %. Таким чином за період 1953—1959 років, без тимчасового зменшення кількості грошей у обігу 1960 року, середня грошова маса зросла вдвічі при зростанні товарообігу та купівельного фонду населення у 1.8 рази.
Грошова реформа, що відбулася 1961 року, не торкалися глибинних основ грошової системи, що склалася на той час в країні: вона здійснювалася не з метою рішення проблем внутрішнього обігу грошей, а через необхідність ліквідувати накопичені диспропорції цін у сфері міжнародного обміну товарів. Окрім цього реформа підвищила значимість в обігу казначейських білетів та розмінної монети. Якщо на 1 січня 1960 року емісія казначейських білетів становила 6.2 % до суми банківських білетів, то після реформи, станом на 1 січня 1963 року, їхня частка в обігу підвищилася до 55.5 %. На цей час в СРСР практично 95 % всіх розрахунків вели готівкою, це вимагало значного обсягу купюр.
Останніми роками існування СРСР проблеми раціональної організації готівкового грошового обігу загострилися. За 1971—1985 роки кількість готівки зросла в 3.1 рази, вклади населення в ощадні каси — у 5.2 рази, тоді як виробництво товарів народного споживання — лише у 2 рази.
У 1988 році почалося руйнування основ радянського грошового обігу. Згідно з оцінками фахівців, нормальний для СРСР приріст готівкової грошової маси не повинен був перевищувати 8 млрд руб. на рік. Однак у 1988—1990 роках емісія практично подвоювалася щороку. У 1991 році в СРСР в обіг додатково було випущено готівки у 4.8 рази більше, ніж у 1989 році. Банкнотна емісія стала однією з головних причин, які спричинили інфляцію. Ціни відповідно зросли 1989 року — на 2.3 %, 1990 — на 5.4 %, 1991 — на 88.9 %. У 1992 році ціни зросли у 26 разів.

### Статистика за цифрами

#### Будова грошової маси в обігу РРФСР і СРСР 1921—1924 років
| Видовий склад готівкової грошової маси в народному обігу в 1921—1924 роках (в абсолютних цифрах) | Видовий склад готівкової грошової маси в народному обігу в 1921—1924 роках (в абсолютних цифрах) | Видовий склад готівкової грошової маси в народному обігу в 1921—1924 роках (в абсолютних цифрах) | Видовий склад готівкової грошової маси в народному обігу в 1921—1924 роках (в абсолютних цифрах) | Видовий склад готівкової грошової маси в народному обігу в 1921—1924 роках (в абсолютних цифрах) | Видовий склад готівкової грошової маси в народному обігу в 1921—1924 роках (в абсолютних цифрах) | Видовий склад готівкової грошової маси в народному обігу в 1921—1924 роках (в абсолютних цифрах) | Видовий склад готівкової грошової маси в народному обігу в 1921—1924 роках (в абсолютних цифрах) | Видовий склад готівкової грошової маси в народному обігу в 1921—1924 роках (в абсолютних цифрах) | Видовий склад готівкової грошової маси в народному обігу в 1921—1924 роках (в абсолютних цифрах) | Видовий склад готівкової грошової маси в народному обігу в 1921—1924 роках (в абсолютних цифрах) | Видовий склад готівкової грошової маси в народному обігу в 1921—1924 роках (в абсолютних цифрах) | Видовий склад готівкової грошової маси в народному обігу в 1921—1924 роках (в абсолютних цифрах) | Видовий склад готівкової грошової маси в народному обігу в 1921—1924 роках (в абсолютних цифрах) | Видовий склад готівкової грошової маси в народному обігу в 1921—1924 роках (в абсолютних цифрах) | Видовий склад готівкової грошової маси в народному обігу в 1921—1924 роках (в абсолютних цифрах) | Видовий склад готівкової грошової маси в народному обігу в 1921—1924 роках (в абсолютних цифрах) | Видовий склад готівкової грошової маси в народному обігу в 1921—1924 роках (в абсолютних цифрах) | Видовий склад готівкової грошової маси в народному обігу в 1921—1924 роках (в абсолютних цифрах) | Видовий склад готівкової грошової маси в народному обігу в 1921—1924 роках (в абсолютних цифрах) | Видовий склад готівкової грошової маси в народному обігу в 1921—1924 роках (в абсолютних цифрах) | Видовий склад готівкової грошової маси в народному обігу в 1921—1924 роках (в абсолютних цифрах) | Видовий склад готівкової грошової маси в народному обігу в 1921—1924 роках (в абсолютних цифрах) | Видовий склад готівкової грошової маси в народному обігу в 1921—1924 роках (в абсолютних цифрах) | Видовий склад готівкової грошової маси в народному обігу в 1921—1924 роках (в абсолютних цифрах) |
| Дата | Державні грошові знаки випуску до 1922 року, в тис. карб. зразка 1923 року                       | Державні грошові знаки випуску до 1922 року, в тис. карб. зразка 1923 року                       | Державні грошові знаки випуску до 1922 року, в тис. карб. зразка 1923 року                       | Державні грошові знаки випуску до 1922 року, в тис. карб. зразка 1923 року                       | Державні грошові знаки випуску до 1922 року, в тис. карб. зразка 1923 року                       | Державні грошові знаки випуску до 1922 року, в тис. карб. зразка 1923 року                       | Державні грошові знаки випуску до 1922 року, в тис. карб. зразка 1923 року                       | Державні грошові знаки випуску до 1922 року, в тис. карб. зразка 1923 року                       | Державні грошові знаки зразка 1922 року в тис. карб. зразка 1923 року                            | Державні грошові знаки зразка 1922 року в тис. карб. зразка 1923 року                            | Державні грошові знаки зразка 1922 року в тис. карб. зразка 1923 року                            | Державні грошові знаки зразка 1922 року в тис. карб. зразка 1923 року                            | Державні грошові знаки зразка 1923 року в тис. карб.                                             | Державні грошові знаки зразка 1923 року в тис. карб.                                             | Державні грошові знаки зразка 1923 року в тис. карб.                                             | Всього державних грошових знаків (без червінців) обчислених в тис. карб. ’23*                    | «Радзнаки», обчисленні в млн. черв. карб. по курсу Московської товарної біржи                    | Білети Держбанку (червінці), млн. черв. карб.**                                                  | Тверда казнач. валюта млн. карб. ’24                                                             | Тверда казнач. валюта млн. карб. ’24                                                             | Тверда казнач. валюта млн. карб. ’24                                                             | Тверда казнач. валюта млн. карб. ’24                                                             | Сертифікати залізниці (НКШС), млн. карб. ’24                                                     | Всього кількість грошей в обігу після введення червінця, обчислена в млн. черв. карб.            |
| Дата | Держ. кредитні білети доревол. зразка                                                            | Держ. кредитні білети зразка 1917 р.                                                             | Казнач. знаки зразка 1917 р.                                                                     | Держ. кредитні білети зразка 1918 р.                                                             | Розрах. знаки РРФСР зразка 1919 р.                                                               | Розрах. знаки РРФСР зразка 1921 р.                                                               | Зобов'язання РРФСР зразка 1921 р.                                                                | Всього держ. грош. знаків випуску до 1922 р.                                                     | Держ. грошові знаки зразка 1922 р.                                                               | Зобов'язання РРФСР зразка 1922 р.                                                                | Держ. грошові знаки зразка 1922 р. типу гербових марок                                           | Всього грошовими знаками зразка 1922 р.                                                          | Знаки РРФСР                                                                                      | Знаки СРСР                                                                                       | Всього держ. грошових знаків зразка 1923 р.                                                      | Всього державних грошових знаків (без червінців) обчислених в тис. карб. ’23*                    | «Радзнаки», обчисленні в млн. черв. карб. по курсу Московської товарної біржи                    | Білети Держбанку (червінці), млн. черв. карб.**                                                  | Казнач. білети «золотий карб.» (вип. 1924 р.)                                                    | Срібна монета (НКФ)                                                                              | Мідна монета (НКФ)                                                                               | Розмінні знаки (бони)                                                                            | Сертифікати залізниці (НКШС), млн. карб. ’24                                                     | Всього кількість грошей в обігу після введення червінця, обчислена в млн. черв. карб.            |
| --- | ------------------------------------------------------------------------------------------------ | ------------------------------------------------------------------------------------------------ | ------------------------------------------------------------------------------------------------ | ------------------------------------------------------------------------------------------------ | ------------------------------------------------------------------------------------------------ | ------------------------------------------------------------------------------------------------ | ------------------------------------------------------------------------------------------------ | ------------------------------------------------------------------------------------------------ | ------------------------------------------------------------------------------------------------ | ------------------------------------------------------------------------------------------------ | ------------------------------------------------------------------------------------------------ | ------------------------------------------------------------------------------------------------ | ------------------------------------------------------------------------------------------------ | ------------------------------------------------------------------------------------------------ | ------------------------------------------------------------------------------------------------ | ------------------------------------------------------------------------------------------------ | ------------------------------------------------------------------------------------------------ | ------------------------------------------------------------------------------------------------ | ------------------------------------------------------------------------------------------------ | ------------------------------------------------------------------------------------------------ | ------------------------------------------------------------------------------------------------ | ------------------------------------------------------------------------------------------------ | ------------------------------------------------------------------------------------------------ | ------------------------------------------------------------------------------------------------ |
| 1.01.1921 | 27,9                                                                                             | 37,3                                                                                             | 38,7                                                                                             | 462,5                                                                                            | 602,2                                                                                            | —                                                                                                | —                                                                                                | 1168,6                                                                                           | —                                                                                                | —                                                                                                | —                                                                                                | —                                                                                                | —                                                                                                | —                                                                                                | —                                                                                                | 1168,6                                                                                           | —                                                                                                | —                                                                                                | —                                                                                                | —                                                                                                | —                                                                                                | —                                                                                                | —                                                                                                | —                                                                                                |
| 1.02.1921 | 28,0                                                                                             | 37,4                                                                                             | 38,7                                                                                             | 467,7                                                                                            | 727,1                                                                                            | —                                                                                                | —                                                                                                | 1298,8                                                                                           | —                                                                                                | —                                                                                                | —                                                                                                | —                                                                                                | —                                                                                                | —                                                                                                | —                                                                                                | 1298,8                                                                                           | —                                                                                                | —                                                                                                | —                                                                                                | —                                                                                                | —                                                                                                | —                                                                                                | —                                                                                                | —                                                                                                |
| 1.03.1921 | 28,0                                                                                             | 37,4                                                                                             | 38,7                                                                                             | 473,8                                                                                            | 910,3                                                                                            | —                                                                                                | —                                                                                                | 1488,2                                                                                           | —                                                                                                | —                                                                                                | —                                                                                                | —                                                                                                | —                                                                                                | —                                                                                                | —                                                                                                | 1488,2                                                                                           | —                                                                                                | —                                                                                                | —                                                                                                | —                                                                                                | —                                                                                                | —                                                                                                | —                                                                                                | —                                                                                                |
| 1.04.1921 | 28,2                                                                                             | 37,5                                                                                             | 38,7                                                                                             | 482,7                                                                                            | 1099,7                                                                                           | —                                                                                                | —                                                                                                | 1686,7                                                                                           | —                                                                                                | —                                                                                                | —                                                                                                | —                                                                                                | —                                                                                                | —                                                                                                | —                                                                                                | 1686,7                                                                                           | —                                                                                                | —                                                                                                | —                                                                                                | —                                                                                                | —                                                                                                | —                                                                                                | —                                                                                                | —                                                                                                |
| 1.05.1921 | 28,5                                                                                             | 37,5                                                                                             | 38,6                                                                                             | 487,6                                                                                            | 1325,0                                                                                           | —                                                                                                | —                                                                                                | 1917,3                                                                                           | —                                                                                                | —                                                                                                | —                                                                                                | —                                                                                                | —                                                                                                | —                                                                                                | —                                                                                                | 1917,3                                                                                           | —                                                                                                | —                                                                                                | —                                                                                                | —                                                                                                | —                                                                                                | —                                                                                                | —                                                                                                | —                                                                                                |
| 1.06.1921 | 28,8                                                                                             | 37,5                                                                                             | 38,6                                                                                             | 493,7                                                                                            | 1523,6                                                                                           | 0                                                                                                | —                                                                                                | 2122,3                                                                                           | —                                                                                                | —                                                                                                | —                                                                                                | —                                                                                                | —                                                                                                | —                                                                                                | —                                                                                                | 2122,3                                                                                           | —                                                                                                | —                                                                                                | —                                                                                                | —                                                                                                | —                                                                                                | —                                                                                                | —                                                                                                | —                                                                                                |
| 1.07.1921 | 28,9                                                                                             | 37,5                                                                                             | 38,6                                                                                             | 499,4                                                                                            | 1703,0                                                                                           | 39,8                                                                                             | —                                                                                                | 2347,2                                                                                           | —                                                                                                | —                                                                                                | —                                                                                                | —                                                                                                | —                                                                                                | —                                                                                                | —                                                                                                | 2347,2                                                                                           | —                                                                                                | —                                                                                                | —                                                                                                | —                                                                                                | —                                                                                                | —                                                                                                | —                                                                                                | —                                                                                                |
| 1.08.1921 | 29,1                                                                                             | 37,6                                                                                             | 38,6                                                                                             | 500,8                                                                                            | 1821,4                                                                                           | 380,6                                                                                            | —                                                                                                | 2808,1                                                                                           | —                                                                                                | —                                                                                                | —                                                                                                | —                                                                                                | —                                                                                                | —                                                                                                | —                                                                                                | 2808,1                                                                                           | —                                                                                                | —                                                                                                | —                                                                                                | —                                                                                                | —                                                                                                | —                                                                                                | —                                                                                                | —                                                                                                |
| 1.09.1921 | 29,2                                                                                             | 37,6                                                                                             | 38,5                                                                                             | 500,9                                                                                            | 1896,8                                                                                           | 1007,6                                                                                           | —                                                                                                | 3510,7                                                                                           | —                                                                                                | —                                                                                                | —                                                                                                | —                                                                                                | —                                                                                                | —                                                                                                | —                                                                                                | 3510,7                                                                                           | —                                                                                                | —                                                                                                | —                                                                                                | —                                                                                                | —                                                                                                | —                                                                                                | —                                                                                                | —                                                                                                |
| 1.10.1921 | 29,3                                                                                             | 37,6                                                                                             | 38,5                                                                                             | 500,6                                                                                            | 2013,7                                                                                           | 1909,8                                                                                           | —                                                                                                | 4529,4                                                                                           | —                                                                                                | —                                                                                                | —                                                                                                | —                                                                                                | —                                                                                                | —                                                                                                | —                                                                                                | 4529,4                                                                                           | —                                                                                                | —                                                                                                | —                                                                                                | —                                                                                                | —                                                                                                | —                                                                                                | —                                                                                                | —                                                                                                |
| 1.11.1921 | 29,3                                                                                             | 37,6                                                                                             | 38,5                                                                                             | 500,5                                                                                            | 2062,1                                                                                           | 3811,7                                                                                           | 0                                                                                                | 6476,7                                                                                           | —                                                                                                | —                                                                                                | —                                                                                                | —                                                                                                | —                                                                                                | —                                                                                                | —                                                                                                | 6476,7                                                                                           | —                                                                                                | —                                                                                                | —                                                                                                | —                                                                                                | —                                                                                                | —                                                                                                | —                                                                                                | —                                                                                                |
| 1.12.1921 | 29,5                                                                                             | 37,6                                                                                             | 38,5                                                                                             | 500,3                                                                                            | 2067,2                                                                                           | 7024,2                                                                                           | 148,0                                                                                            | 9845,2                                                                                           | 0                                                                                                | —                                                                                                | —                                                                                                | 0                                                                                                | —                                                                                                | —                                                                                                | —                                                                                                | 9845,2                                                                                           | —                                                                                                | —                                                                                                | —                                                                                                | —                                                                                                | —                                                                                                | —                                                                                                | —                                                                                                | —                                                                                                |
| 1.01.1922 | 29,5                                                                                             | 37,6                                                                                             | 38,5                                                                                             | 500,0                                                                                            | 2076,0                                                                                           | 12495,7                                                                                          | 1515,0                                                                                           | 16692,2                                                                                          | 847,0                                                                                            | —                                                                                                | —                                                                                                | 847,0                                                                                            | —                                                                                                | —                                                                                                | —                                                                                                | 17539,2                                                                                          | —                                                                                                | —                                                                                                | —                                                                                                | —                                                                                                | —                                                                                                | —                                                                                                | —                                                                                                | —                                                                                                |
| 1.02.1922 | 29,5                                                                                             | 37,6                                                                                             | 38,5                                                                                             | 499,7                                                                                            | 2101,6                                                                                           | 16728,3                                                                                          | 4156,0                                                                                           | 23591,2                                                                                          | 6187,0                                                                                           | —                                                                                                | —                                                                                                | 6187,0                                                                                           | —                                                                                                | —                                                                                                | —                                                                                                | 29778,2                                                                                          | —                                                                                                | —                                                                                                | —                                                                                                | —                                                                                                | —                                                                                                | —                                                                                                | —                                                                                                | —                                                                                                |
| 1.03.1922 | 29,6                                                                                             | 37,6                                                                                             | 38,5                                                                                             | 499,3                                                                                            | 2124,6                                                                                           | 20420,8                                                                                          | 8924,0                                                                                           | 32074,3                                                                                          | 16460,0                                                                                          | —                                                                                                | —                                                                                                | 16460,0                                                                                          | —                                                                                                | —                                                                                                | —                                                                                                | 48534,3                                                                                          | —                                                                                                | —                                                                                                | —                                                                                                | —                                                                                                | —                                                                                                | —                                                                                                | —                                                                                                | —                                                                                                |
| 1.04.1922 | 29,6                                                                                             | 37,6                                                                                             | 38,5                                                                                             | 499,8                                                                                            | 2158,6                                                                                           | 24146,7                                                                                          | 17928,4                                                                                          | 44839,1                                                                                          | 36341,0                                                                                          | 0                                                                                                | —                                                                                                | 36341,0                                                                                          | —                                                                                                | —                                                                                                | —                                                                                                | 81180,1                                                                                          | —                                                                                                | —                                                                                                | —                                                                                                | —                                                                                                | —                                                                                                | —                                                                                                | —                                                                                                | —                                                                                                |
| 1.05.1922 | 29,6                                                                                             | 37,6                                                                                             | 38,4                                                                                             | 498,0                                                                                            | 2157,5                                                                                           | 27229,7                                                                                          | 19594,5                                                                                          | 49585,3                                                                                          | 68497,0                                                                                          | 11426,0                                                                                          | —                                                                                                | 79923,0                                                                                          | —                                                                                                | —                                                                                                | —                                                                                                | 129508,3                                                                                         | —                                                                                                | —                                                                                                | —                                                                                                | —                                                                                                | —                                                                                                | —                                                                                                | —                                                                                                | —                                                                                                |
| 1.06.1922 | 29,5                                                                                             | 37,5                                                                                             | 38,3                                                                                             | 492,9                                                                                            | 2158,3                                                                                           | 27813,9                                                                                          | 19594,9                                                                                          | 50165,4                                                                                          | 91065,0                                                                                          | 72521,0                                                                                          | —                                                                                                | 163586,0                                                                                         | —                                                                                                | —                                                                                                | —                                                                                                | 213751,4                                                                                         | —                                                                                                | —                                                                                                | —                                                                                                | —                                                                                                | —                                                                                                | —                                                                                                | —                                                                                                | —                                                                                                |
| 1.07.1922 | 29,5                                                                                             | 37,5                                                                                             | 38,3                                                                                             | 490,1                                                                                            | 2149,2                                                                                           | 27910,1                                                                                          | 19733,4                                                                                          | 50388,1                                                                                          | 146009,0                                                                                         | 123553,0                                                                                         | —                                                                                                | 269562,0                                                                                         | —                                                                                                | —                                                                                                | —                                                                                                | 319950,1                                                                                         | —                                                                                                | —                                                                                                | —                                                                                                | —                                                                                                | —                                                                                                | —                                                                                                | —                                                                                                | —                                                                                                |
| 1.08.1922 | 29,5                                                                                             | 37,5                                                                                             | 38,3                                                                                             | 486,0                                                                                            | 2130,9                                                                                           | 27935,4                                                                                          | 19731,1                                                                                          | 50388,7                                                                                          | 295655,0                                                                                         | 128750,0                                                                                         | —                                                                                                | 424405,0                                                                                         | —                                                                                                | —                                                                                                | —                                                                                                | 474793,7                                                                                         | —                                                                                                | —                                                                                                | —                                                                                                | —                                                                                                | —                                                                                                | —                                                                                                | —                                                                                                | —                                                                                                |
| 1.09.1922 | 29,5                                                                                             | 37,5                                                                                             | 38,2                                                                                             | 479,6                                                                                            | 2090,0                                                                                           | 27878,8                                                                                          | 19585,1                                                                                          | 50138,7                                                                                          | 514745,0                                                                                         | 131258,0                                                                                         | —                                                                                                | 646003,0                                                                                         | —                                                                                                | —                                                                                                | —                                                                                                | 696141,7                                                                                         | —                                                                                                | —                                                                                                | —                                                                                                | —                                                                                                | —                                                                                                | —                                                                                                | —                                                                                                | —                                                                                                |
| 1.10.1922 | 29,5                                                                                             | 37,4                                                                                             | 38,2                                                                                             | 432,6                                                                                            | 1952,6                                                                                           | 27449,1                                                                                          | 19306,0                                                                                          | 49245,5                                                                                          | 671893,3                                                                                         | 130348,0                                                                                         | —                                                                                                | 802241,3                                                                                         | —                                                                                                | —                                                                                                | —                                                                                                | 851486,9                                                                                         | —                                                                                                | —                                                                                                | —                                                                                                | —                                                                                                | —                                                                                                | —                                                                                                | —                                                                                                | —                                                                                                |
| 1.11.1922 | 0                                                                                                | 0                                                                                                | 0                                                                                                | 0                                                                                                | 0                                                                                                | 19424,6                                                                                          | 13605,7                                                                                          | 33030,3                                                                                          | 954899,1                                                                                         | 107560,2                                                                                         | —                                                                                                | 1062459,3                                                                                        | —                                                                                                | —                                                                                                | —                                                                                                | 1095489,6                                                                                        | —                                                                                                | —                                                                                                | —                                                                                                | —                                                                                                | —                                                                                                | —                                                                                                | —                                                                                                | —                                                                                                |
| 1.12.1922 | —                                                                                                | —                                                                                                | —                                                                                                | —                                                                                                | —                                                                                                | 16737,5                                                                                          | 11873,4                                                                                          | 28610,9                                                                                          | 1343048,2                                                                                        | 107560,2                                                                                         | —                                                                                                | 1450608,4                                                                                        | —                                                                                                | —                                                                                                | —                                                                                                | 1479219,3                                                                                        | 126,4                                                                                            | 0                                                                                                | —                                                                                                | —                                                                                                | —                                                                                                | —                                                                                                | —                                                                                                | 126,4                                                                                            |
| 1.01.1923 | —                                                                                                | —                                                                                                | —                                                                                                | —                                                                                                | —                                                                                                | 11953,7                                                                                          | 8644,6                                                                                           | 20598,3                                                                                          | 1866221,0                                                                                        | 107645,1                                                                                         | 0                                                                                                | 1973866,1                                                                                        | 0                                                                                                | —                                                                                                | 0                                                                                                | 1994464,5                                                                                        | 114,0                                                                                            | 3,6                                                                                              | —                                                                                                | —                                                                                                | —                                                                                                | —                                                                                                | —                                                                                                | 117,5                                                                                            |
| 1.02.1923 | —                                                                                                | —                                                                                                | —                                                                                                | —                                                                                                | —                                                                                                | 0                                                                                                | 0                                                                                                | 0                                                                                                | 1970189,5                                                                                        | 107645,1                                                                                         | 6979,5                                                                                           | 2084814,1                                                                                        | 543327,9                                                                                         | —                                                                                                | 543327,9                                                                                         | 2628142,0                                                                                        | 127,0                                                                                            | 8,5                                                                                              | —                                                                                                | —                                                                                                | —                                                                                                | —                                                                                                | —                                                                                                | 135,5                                                                                            |
| 1.03.1923 | —                                                                                                | —                                                                                                | —                                                                                                | —                                                                                                | —                                                                                                | —                                                                                                | —                                                                                                | —                                                                                                | 1970185,8                                                                                        | 107645,1                                                                                         | 6983,2                                                                                           | 2084814,1                                                                                        | 1150717,9                                                                                        | —                                                                                                | 1150717,9                                                                                        | 3235532,0                                                                                        | 135,1                                                                                            | 16,0                                                                                             | —                                                                                                | —                                                                                                | —                                                                                                | —                                                                                                | —                                                                                                | 151,1                                                                                            |
| 1.04.1923 | —                                                                                                | —                                                                                                | —                                                                                                | —                                                                                                | —                                                                                                | —                                                                                                | —                                                                                                | —                                                                                                | 1599778,4                                                                                        | 86246,7                                                                                          | 6984,2                                                                                           | 1693009,4                                                                                        | 2788683,8                                                                                        | —                                                                                                | 2788683,8                                                                                        | 4481693,1                                                                                        | 148,4                                                                                            | 25,7                                                                                             | —                                                                                                | —                                                                                                | —                                                                                                | —                                                                                                | —                                                                                                | 174,1                                                                                            |
| 1.05.1923 | —                                                                                                | —                                                                                                | —                                                                                                | —                                                                                                | —                                                                                                | —                                                                                                | —                                                                                                | —                                                                                                | 1183043,0                                                                                        | 63311,0                                                                                          | 5870,8                                                                                           | 1252224,9                                                                                        | 4823610,8                                                                                        | —                                                                                                | 4823610,8                                                                                        | 6075835,7                                                                                        | 132,9                                                                                            | 37,5                                                                                             | —                                                                                                | —                                                                                                | —                                                                                                | —                                                                                                | —                                                                                                | 170,5                                                                                            |
| 1.06.1923 | —                                                                                                | —                                                                                                | —                                                                                                | —                                                                                                | —                                                                                                | —                                                                                                | —                                                                                                | —                                                                                                | 879714,8                                                                                         | 46585,7                                                                                          | 4721,1                                                                                           | 931021,6                                                                                         | 6119236,4                                                                                        | —                                                                                                | 6119236,4                                                                                        | 7050258,0                                                                                        | 123,7                                                                                            | 47,5                                                                                             | —                                                                                                | —                                                                                                | —                                                                                                | —                                                                                                | —                                                                                                | 171,2                                                                                            |
| 1.07.1923 | —                                                                                                | —                                                                                                | —                                                                                                | —                                                                                                | —                                                                                                | —                                                                                                | —                                                                                                | —                                                                                                | 670368,5                                                                                         | 35047,2                                                                                          | 4128,3                                                                                           | 709544,1                                                                                         | 8321818,4                                                                                        | —                                                                                                | 8321818,4                                                                                        | 9031362,5                                                                                        | 118,8                                                                                            | 70,0                                                                                             | —                                                                                                | —                                                                                                | —                                                                                                | —                                                                                                | —                                                                                                | 188,8                                                                                            |
| 1.08.1923 | —                                                                                                | —                                                                                                | —                                                                                                | —                                                                                                | —                                                                                                | —                                                                                                | —                                                                                                | —                                                                                                | 526015,7                                                                                         | 27113,8                                                                                          | 4059,8                                                                                           | 557189,4                                                                                         | 11898369,1                                                                                       | —                                                                                                | 11898369,1                                                                                       | 12455558,5                                                                                       | 111,2                                                                                            | 111,2                                                                                            | —                                                                                                | —                                                                                                | —                                                                                                | —                                                                                                | —                                                                                                | 222,4                                                                                            |
| 1.09.1923 | —                                                                                                | —                                                                                                | —                                                                                                | —                                                                                                | —                                                                                                | —                                                                                                | —                                                                                                | —                                                                                                | 336302,5                                                                                         | 16682,7                                                                                          | 3495,7                                                                                           | 356480,9                                                                                         | 16498892,0                                                                                       | —                                                                                                | 16498892,0                                                                                       | 16855372,9                                                                                       | 84,3                                                                                             | 164,2                                                                                            | —                                                                                                | —                                                                                                | —                                                                                                | —                                                                                                | 0                                                                                                | 248,4                                                                                            |
| 1.10.1923 | —                                                                                                | —                                                                                                | —                                                                                                | —                                                                                                | —                                                                                                | —                                                                                                | —                                                                                                | —                                                                                                | 70475,4                                                                                          | 2059,4                                                                                           | 2491,0                                                                                           | 75025,8                                                                                          | 29678662,7                                                                                       | —                                                                                                | 29678662,7                                                                                       | 29753688,5                                                                                       | 74,4                                                                                             | 207,360                                                                                          | —                                                                                                | —                                                                                                | —                                                                                                | —                                                                                                | 0,250                                                                                            | 282,0                                                                                            |
| 1.11.1923 | —                                                                                                | —                                                                                                | —                                                                                                | —                                                                                                | —                                                                                                | —                                                                                                | —                                                                                                | —                                                                                                | 0                                                                                                | 0                                                                                                | 0                                                                                                | 0                                                                                                | 68944139,8                                                                                       | 0                                                                                                | 68944139,8                                                                                       | 68944139,8                                                                                       | 98,5                                                                                             | 224,782                                                                                          | —                                                                                                | —                                                                                                | —                                                                                                | —                                                                                                | 4,172                                                                                            | 327,4                                                                                            |
| 1.12.1923 | —                                                                                                | —                                                                                                | —                                                                                                | —                                                                                                | —                                                                                                | —                                                                                                | —                                                                                                | —                                                                                                | —                                                                                                | —                                                                                                | —                                                                                                | —                                                                                                | 114970409,5                                                                                      | 694000,0                                                                                         | 115664409,5                                                                                      | 115664409,5                                                                                      | 84,4                                                                                             | 226,013                                                                                          | —                                                                                                | —                                                                                                | —                                                                                                | —                                                                                                | 4,999                                                                                            | 315,4                                                                                            |
| 1.01.1924 | —                                                                                                | —                                                                                                | —                                                                                                | —                                                                                                | —                                                                                                | —                                                                                                | —                                                                                                | —                                                                                                | —                                                                                                | —                                                                                                | —                                                                                                | —                                                                                                | 135317274,0                                                                                      | 90320100,0                                                                                       | 225637374,0                                                                                      | 225637374,0                                                                                      | 75,2                                                                                             | 237,159                                                                                          | —                                                                                                | —                                                                                                | —                                                                                                | —                                                                                                | 9,576                                                                                            | 321,9                                                                                            |
| 1.02.1924 | —                                                                                                | —                                                                                                | —                                                                                                | —                                                                                                | —                                                                                                | —                                                                                                | —                                                                                                | —                                                                                                | —                                                                                                | —                                                                                                | —                                                                                                | —                                                                                                | 180889419,3                                                                                      | 267285300,0                                                                                      | 448174719,3                                                                                      | 448174719,3                                                                                      | 54,7                                                                                             | 259,196                                                                                          | 0                                                                                                | 0                                                                                                | —                                                                                                | 0                                                                                                | 12,434                                                                                           | 326,3                                                                                            |
| 1.03.1924 | —                                                                                                | —                                                                                                | —                                                                                                | —                                                                                                | —                                                                                                | —                                                                                                | —                                                                                                | —                                                                                                | —                                                                                                | —                                                                                                | —                                                                                                | —                                                                                                | 244634116,7                                                                                      | 564991100,0                                                                                      | 809625216,7                                                                                      | 809625216,7                                                                                      | 27,0                                                                                             | 286,884                                                                                          | 19,609                                                                                           | 3,812                                                                                            | —                                                                                                | 0,210                                                                                            | 19,213                                                                                           | 356,7                                                                                            |
| 1.04.1924 | —                                                                                                | —                                                                                                | —                                                                                                | —                                                                                                | —                                                                                                | —                                                                                                | —                                                                                                | —                                                                                                | —                                                                                                | —                                                                                                | —                                                                                                | —                                                                                                | 229836042,2                                                                                      | 532472300,0                                                                                      | 762308342,2                                                                                      | 762308342,2                                                                                      | 15,2                                                                                             | 289,668                                                                                          | 54,642                                                                                           | 9,965                                                                                            | —                                                                                                | 3,143                                                                                            | 20,787                                                                                           | 393,5                                                                                            |
| 1.05.1924 | —                                                                                                | —                                                                                                | —                                                                                                | —                                                                                                | —                                                                                                | —                                                                                                | —                                                                                                | —                                                                                                | —                                                                                                | —                                                                                                | —                                                                                                | —                                                                                                | 223029334,2                                                                                      | 516702900,0                                                                                      | 739732234,2                                                                                      | 739732234,2                                                                                      | 14,8                                                                                             | 295,099                                                                                          | 85,229                                                                                           | 12,721                                                                                           | —                                                                                                | 10,642                                                                                           | 21,277                                                                                           | 439,8                                                                                            |
| 1.06.1924 | —                                                                                                | —                                                                                                | —                                                                                                | —                                                                                                | —                                                                                                | —                                                                                                | —                                                                                                | —                                                                                                | —                                                                                                | —                                                                                                | —                                                                                                | —                                                                                                | 0                                                                                                | 0                                                                                                | 0                                                                                                | 0                                                                                                | 0,0                                                                                              | 283,096                                                                                          | 130,810                                                                                          | 17,556                                                                                           | 0                                                                                                | 16,550                                                                                           | 20,704                                                                                           | 468,7                                                                                            |
| 1.07.1924 | —                                                                                                | —                                                                                                | —                                                                                                | —                                                                                                | —                                                                                                | —                                                                                                | —                                                                                                | —                                                                                                | —                                                                                                | —                                                                                                | —                                                                                                | —                                                                                                | —                                                                                                | —                                                                                                | —                                                                                                | —                                                                                                | —                                                                                                | 294,576                                                                                          | 147,274                                                                                          | 21,511                                                                                           | 0,000                                                                                            | 18,821                                                                                           | 3,271                                                                                            | 485,5                                                                                            |
| 1.08.1924 | —                                                                                                | —                                                                                                | —                                                                                                | —                                                                                                | —                                                                                                | —                                                                                                | —                                                                                                | —                                                                                                | —                                                                                                | —                                                                                                | —                                                                                                | —                                                                                                | —                                                                                                | —                                                                                                | —                                                                                                | —                                                                                                | —                                                                                                | 290,891                                                                                          | 166,666                                                                                          | 35346                                                                                            | 0,016                                                                                            | 20,628                                                                                           | 0                                                                                                | 513,5                                                                                            |
| 1.09.1924 | —                                                                                                | —                                                                                                | —                                                                                                | —                                                                                                | —                                                                                                | —                                                                                                | —                                                                                                | —                                                                                                | —                                                                                                | —                                                                                                | —                                                                                                | —                                                                                                | —                                                                                                | —                                                                                                | —                                                                                                | —                                                                                                | —                                                                                                | 312,116                                                                                          | 185,558                                                                                          | 43,002                                                                                           | 0,029                                                                                            | 23,290                                                                                           | —                                                                                                | 564,0                                                                                            |
| 1.10.1924 | —                                                                                                | —                                                                                                | —                                                                                                | —                                                                                                | —                                                                                                | —                                                                                                | —                                                                                                | —                                                                                                | —                                                                                                | —                                                                                                | —                                                                                                | —                                                                                                | —                                                                                                | —                                                                                                | —                                                                                                | —                                                                                                | —                                                                                                | 346,499                                                                                          | 205,269                                                                                          | 49,490                                                                                           | 0,127                                                                                            | 25,787                                                                                           | —                                                                                                | 627,2                                                                                            |
| 1.11.1924 | —                                                                                                | —                                                                                                | —                                                                                                | —                                                                                                | —                                                                                                | —                                                                                                | —                                                                                                | —                                                                                                | —                                                                                                | —                                                                                                | —                                                                                                | —                                                                                                | —                                                                                                | —                                                                                                | —                                                                                                | —                                                                                                | —                                                                                                | 370,286                                                                                          | 221,086                                                                                          | 59,987                                                                                           | 0,385                                                                                            | 27,135                                                                                           | —                                                                                                | 678,9                                                                                            |
| 1.12.1924 | —                                                                                                | —                                                                                                | —                                                                                                | —                                                                                                | —                                                                                                | —                                                                                                | —                                                                                                | —                                                                                                | —                                                                                                | —                                                                                                | —                                                                                                | —                                                                                                | —                                                                                                | —                                                                                                | —                                                                                                | —                                                                                                | —                                                                                                | 398,969                                                                                          | 227,199                                                                                          | 67,683                                                                                           | 0,826                                                                                            | 27,662                                                                                           | —                                                                                                | 722,3                                                                                            |
| Примітки: - * Співвідношення номіналів між карбованцями різного року випуску в результаті деномінацій: 1 карбованець '22 = 10 000 карбованцям до 1922 року 1 карбованець '23 = 100 карбованцям '22 = 1 000 000 карбованцям до 1922 року - ** 1 Червоний карбованець = 1/10 червінця. Червінець (білет Держбанку, банкнота) — нова валюта, забезпечена золотом, введена Держбанком СРСР в ході грошової реформи 1922—1924 років. 1 карбованець '24 = 1/10 червінця. Карбованець зразка 1924 року («золотий», «твердий» карбованець) випускався Наркомфіном. За постановою Держбанку від 25.02.1924 оголошений обмін 1 карбованець зразка 1924 р. = 1/10 червінця, що забезпечувало єдність валюти. 1. Під час обміну знаків до 1922 року (за винятком розрахункових знаків зразка 1921 року номіналом в 50 і 100 тисяч карбованців та зобов'язань зразка 1921 року) і зобов'язань зразка 1922 року номіналом в 5 тисяч карбованців не пред'явлено до обміну 5236,7 мільярдів грошових знаків зразка до 1922 року, вилучені з обігу на 1 листопада 1922 року. 2. Розрахункові знаки зразка 1921 року і зобов'язання зразка 1921 року на суму 20598305,0 мільйонів карбованців (в грошових знаках зразка до 1922 року) вилучені з обігу на 1 лютого 1923 року (10 524,9 мільярдів карбованців пред'явлено до обміну протягом січня, 10 073,4 мільярдів не пред'явлено). 3. Грошові знаки і зобов'язання зразка 1922 року на суму 75025796,95 мільйонів карбованців (в грошових знаках зразка до 1922 року) вилучені з обігу на 1 листопада 1923 року (з них 73985 мільярдів карбованців не пред'явлено до обміну і 1040 мільярдів карбованців обміняно в жовтні). 4. Грошові знаки зразка 1923 року на суму 63535583915,25 карбованців (в грошових знаках зразка 1923 року) не пред'явлено до обміну на тверду валюту. |                                                                                                  |                                                                                                  |                                                                                                  |                                                                                                  |                                                                                                  |                                                                                                  |                                                                                                  |                                                                                                  |                                                                                                  |                                                                                                  |                                                                                                  |                                                                                                  |                                                                                                  |                                                                                                  |                                                                                                  |                                                                                                  |                                                                                                  |                                                                                                  |                                                                                                  |                                                                                                  |                                                                                                  |                                                                                                  |                                                                                                  |                                                                                                  |

#### Купюрна будова готівкової грошової маси в обігу СРСР 1925—1991 років
| Купюрна будова готівкової грошової маси в обігу (мільйонів поточних карбованців) | Купюрна будова готівкової грошової маси в обігу (мільйонів поточних карбованців) | Купюрна будова готівкової грошової маси в обігу (мільйонів поточних карбованців) | Купюрна будова готівкової грошової маси в обігу (мільйонів поточних карбованців) | Купюрна будова готівкової грошової маси в обігу (мільйонів поточних карбованців) | Купюрна будова готівкової грошової маси в обігу (мільйонів поточних карбованців) | Купюрна будова готівкової грошової маси в обігу (мільйонів поточних карбованців) | Купюрна будова готівкової грошової маси в обігу (мільйонів поточних карбованців) | Купюрна будова готівкової грошової маси в обігу (мільйонів поточних карбованців) | Купюрна будова готівкової грошової маси в обігу (мільйонів поточних карбованців) | Купюрна будова готівкової грошової маси в обігу (мільйонів поточних карбованців) | Купюрна будова готівкової грошової маси в обігу (мільйонів поточних карбованців) | Купюрна будова готівкової грошової маси в обігу (мільйонів поточних карбованців) | Купюрна будова готівкової грошової маси в обігу (мільйонів поточних карбованців) |
| Дата | Грошові білети                                                                   | Грошові білети                                                                   | Грошові білети                                                                   | Грошові білети                                                                   | Грошові білети                                                                   | Грошові білети                                                                   | Грошові білети                                                                   | Грошові білети                                                                   | Грошові білети                                                                   | Грошові білети                                                                   | Грошові білети                                                                   | Грошові білети                                                                   |                                                                                  |
| Дата | Казначейські білети                                                              | Казначейські білети                                                              | Казначейські білети                                                              | Казначейські білети                                                              | Банківські білети                                                                | Банківські білети                                                                | Банківські білети                                                                | Банківські білети                                                                | Банківські білети                                                                | Банківські білети                                                                | Банківські білети                                                                | Всього грошових білетів                                                          |                                                                                  |
| Дата | 1 карбованець                                                                    | 3 карбованця                                                                     | 5 карбованців                                                                    | Всього казначейських білетів                                                     | 1 червінець (до 1947 року) 10 карбованців (після 1947 року)                      | 2 червінця (до 1947 року)                                                        | 3 червінця (до 1947 року) 25 карбованців                                         | 5 червінців (до 1947 року) 50 карбованців (після 1947 року)                      | 10 червінців (до 1947 року) 100 карбованців (після 1947 року)                    | 25 червінців (до 1947 року)                                                      | Всього банківських білетів                                                       | Всього грошових білетів                                                          |                                                                                  |
| --- | -------------------------------------------------------------------------------- | -------------------------------------------------------------------------------- | -------------------------------------------------------------------------------- | -------------------------------------------------------------------------------- | -------------------------------------------------------------------------------- | -------------------------------------------------------------------------------- | -------------------------------------------------------------------------------- | -------------------------------------------------------------------------------- | -------------------------------------------------------------------------------- | -------------------------------------------------------------------------------- | -------------------------------------------------------------------------------- | -------------------------------------------------------------------------------- | -------------------------------------------------------------------------------- |
| 1.01.1925* | 50,2                                                                             | 67,4                                                                             | 111,6                                                                            | 229,1                                                                            | 212,4                                                                            | 0,0                                                                              | 146,3                                                                            | 17,7                                                                             | 30,8                                                                             | 3,7                                                                              | 410,8                                                                            | 640,0                                                                            |                                                                                  |
| 1.01.1926* | 72,5                                                                             | 122,5                                                                            | 192,7                                                                            | 387,7                                                                            | 357,5                                                                            | 0,0                                                                              | 292,1                                                                            | 7,3                                                                              | 63,9                                                                             | 5,8                                                                              | 726,6                                                                            | 1 114,4                                                                          |                                                                                  |
| 1.01.1928* | 66,8                                                                             | 187,0                                                                            | 457,1                                                                            | 710,8                                                                            | 576,4                                                                            | 80,8                                                                             | 342,4                                                                            | 1,1                                                                              | 57,4                                                                             | 5,3                                                                              | 1 063,4                                                                          | 1 774,3                                                                          |                                                                                  |
| 1.01.1929* | 74,5                                                                             | 197,2                                                                            | 458,7                                                                            | 730,4                                                                            | 555,2                                                                            | 145,1                                                                            | 319,6                                                                            | 10,9                                                                             | 55,6                                                                             | 4,4                                                                              | 1 090,7                                                                          | 1 821,1                                                                          |                                                                                  |
| 1.01.1935* | 237,0                                                                            | 989,0                                                                            | 2 274,0                                                                          | 3 499,0                                                                          | 907                                                                              | 1 505                                                                            | 901                                                                              | 400                                                                              | 118                                                                              | 5                                                                                | 3 838,4                                                                          | 7 337,4                                                                          |                                                                                  |
| 1.01.1936 | 262,0                                                                            | 1 023,3                                                                          | 2 282,6                                                                          | 3 567,9                                                                          | 832,9                                                                            | 2 170,7                                                                          | 2 433,3                                                                          | 160,6                                                                            | 122,1                                                                            | 3,5                                                                              | 5 723,1                                                                          | 9 291,0                                                                          |                                                                                  |
| 1.01.1937** | 282,6                                                                            | 764,2                                                                            | 1 753,5                                                                          | 2 800,4                                                                          | 906                                                                              | 2 615                                                                            | 4 427                                                                            | 40                                                                               | 24                                                                               | 8                                                                                | 8 020,3                                                                          | 10 820,7                                                                         |                                                                                  |
| 1.01.1938 | 348,8                                                                            | 714,5                                                                            | 1 727,6                                                                          | 2 790,9                                                                          | 1 136,8                                                                          | 2 501,0                                                                          | 6 614,4                                                                          | 51,7                                                                             | 20,7                                                                             | 10,3                                                                             | 10 334,9                                                                         | 13 125,8                                                                         |                                                                                  |
| 1.01.1939 | 345,9                                                                            | 1 055,0                                                                          | 2 128,7                                                                          | 3 529,6                                                                          | 1 742,0                                                                          | 1 438,5                                                                          | 7 403,5                                                                          | 1 702,6                                                                          | 904,5                                                                            | 6,1                                                                              | 13 197,2                                                                         | 16 726,8                                                                         |                                                                                  |
| 1.01.1940 | 411,8                                                                            | 1 159,9                                                                          | 2 630,7                                                                          | 4 202,4                                                                          | 2 777,6                                                                          | 803,6                                                                            | 9 398,3                                                                          | 2 864,9                                                                          | 1 621,0                                                                          | 3,5                                                                              | 17 468,9                                                                         | 21 671,3                                                                         |                                                                                  |
| 1.01.1941 | 440,5                                                                            | 1 143,0                                                                          | 2 213,9                                                                          | 3 797,4                                                                          | 3 046,0                                                                          | 531,2                                                                            | 8 394,2                                                                          | 3 311,6                                                                          | 2 418,4                                                                          | 7,7                                                                              | 17 709,1                                                                         | 21 506,5                                                                         |                                                                                  |
| 1.01.1942 | 477,4                                                                            | 1 457,1                                                                          | 3 038,9                                                                          | 4 973,4                                                                          | 5 362,5                                                                          | 378,9                                                                            | 12 444,5                                                                         | 6 324,3                                                                          | 4 634,8                                                                          | 1,2                                                                              | 29 146,2                                                                         | 34 119,6                                                                         |                                                                                  |
| 1.01.1943 | 665,7                                                                            | 1 696,2                                                                          | 3 432,5                                                                          | 5 794,4                                                                          | 6 219,8                                                                          | 393,7                                                                            | 14 762,2                                                                         | 9 565,8                                                                          | 8 451,0                                                                          | 1,0                                                                              | 39 393,5                                                                         | 45 187,9                                                                         |                                                                                  |
| 1.01.1944 | 749,0                                                                            | 1 785,0                                                                          | 3 707,3                                                                          | 6 241,3                                                                          | 6 559,0                                                                          | 353,0                                                                            | 16 802,0                                                                         | 12 913,9                                                                         | 13 834,0                                                                         | 1,0                                                                              | 50 462,9                                                                         | 56 704,2                                                                         |                                                                                  |
| 1.01.1945 | 802,5                                                                            | 1 928,4                                                                          | 3 670,4                                                                          | 6 401,3                                                                          | 6 892,9                                                                          | 368,9                                                                            | 17 245,5                                                                         | 15 117,4                                                                         | 17 814,5                                                                         | 0,7                                                                              | 57 439,9                                                                         | 63 841,2                                                                         |                                                                                  |
| 1.01.1946 | 788,0                                                                            | 1 617,2                                                                          | 3 074,1                                                                          | 5 479,3                                                                          | 6 891,9                                                                          | 351,0                                                                            | 18 243,5                                                                         | 18 672,8                                                                         | 23 524,9                                                                         | 0,1                                                                              | 67 684,2                                                                         | 73 163,5                                                                         |                                                                                  |
| 1.01.1947 | 789,1                                                                            | 1 169,5                                                                          | 2 054,2                                                                          | 4 012,8                                                                          | 4 604,7                                                                          | 344,7                                                                            | 12 520,5                                                                         | 17 132,8                                                                         | 26 433,3                                                                         | 0,7                                                                              | 61 036,7                                                                         | 65 049,5                                                                         |                                                                                  |
| 1.01.1948 | 263,5                                                                            | 328,4                                                                            | 581,1                                                                            | 1 173,0                                                                          | 1 509,3                                                                          | 0                                                                                | 3 185,6                                                                          | 2 258,4                                                                          | 4 467,3                                                                          | 0                                                                                | 11 420,6                                                                         | 12 593,6                                                                         |                                                                                  |
| 1.01.1949 | 315,3                                                                            | 457,7                                                                            | 873,3                                                                            | 1 646,3                                                                          | 2 218,2                                                                          | —                                                                                | 5 440,1                                                                          | 4 193,7                                                                          | 9 425,0                                                                          | —                                                                                | 21 277,0                                                                         | 22 923,3                                                                         |                                                                                  |
| 1.01.1950 | 291,6                                                                            | 539,7                                                                            | 1 041,2                                                                          | 1 872,5                                                                          | 2 460,9                                                                          | —                                                                                | 5 941,3                                                                          | 4 916,7                                                                          | 11 032,0                                                                         | —                                                                                | 24 350,9                                                                         | 26 223,4                                                                         |                                                                                  |
| 1.01.1951 | 323,7                                                                            | 699,7                                                                            | 1 296,1                                                                          | 2 319,5                                                                          | 3 340,4                                                                          | —                                                                                | 7 430,2                                                                          | 5 748,9                                                                          | 13 281,3                                                                         | —                                                                                | 29 800,8                                                                         | 32 120,3                                                                         |                                                                                  |
| 1.01.1952 | 362,5                                                                            | 702,0                                                                            | 1 310,5                                                                          | 2 375,0                                                                          | 3 287,9                                                                          | —                                                                                | 6 745,7                                                                          | 6 145,4                                                                          | 14 397,0                                                                         | —                                                                                | 30 576,0                                                                         | 32 951,0                                                                         |                                                                                  |
| 1.01.1953 | 396,1                                                                            | 751,3                                                                            | 1 387,1                                                                          | 2 534,5                                                                          | 3 402,7                                                                          | —                                                                                | 6 806,1                                                                          | 6 732,4                                                                          | 15 872,4                                                                         | —                                                                                | 32 813,6                                                                         | 35 348,1                                                                         |                                                                                  |
| 1.01.1954 | 441,6                                                                            | 859,9                                                                            | 1 602,3                                                                          | 2 903,8                                                                          | 3 559,6                                                                          | —                                                                                | 7 298,7                                                                          | 7 144,7                                                                          | 16 172,9                                                                         | —                                                                                | 34 175,9                                                                         | 37 079,7                                                                         |                                                                                  |
| 1.01.1955 | 491,2                                                                            | 936,7                                                                            | 1729,4                                                                           | 3 157,3                                                                          | 4 136,3                                                                          | —                                                                                | 8 401,7                                                                          | 9 081,4                                                                          | 19 695,6                                                                         | —                                                                                | 41 315,0                                                                         | 44 472,3                                                                         |                                                                                  |
| 1.01.1956 | 509,0                                                                            | 943,6                                                                            | 1 716,0                                                                          | 3 168,6                                                                          | 3 718,7                                                                          | —                                                                                | 8 187,8                                                                          | 8 443,1                                                                          | 22 090,6                                                                         | —                                                                                | 42 440,2                                                                         | 45 608,8                                                                         |                                                                                  |
| 1.01.1957 | 564,9                                                                            | 1 073,1                                                                          | 1 908,5                                                                          | 3 546,5                                                                          | 4 141,8                                                                          | —                                                                                | 9 350,6                                                                          | 9 692,5                                                                          | 26 278,8                                                                         | —                                                                                | 49 463,7                                                                         | 53 010,2                                                                         |                                                                                  |
| 1.01.1958 | 614,8                                                                            | 1 116,6                                                                          | 1 961,7                                                                          | 3 693,1                                                                          | 4 491,5                                                                          | —                                                                                | 9 611,3                                                                          | 9 909,0                                                                          | 27 143,4                                                                         | —                                                                                | 51 155,2                                                                         | 54 848,3                                                                         |                                                                                  |
| 1.01.1959 | 648,2                                                                            | 1 122,7                                                                          | 2 010,8                                                                          | 3 781,7                                                                          | 4 568,7                                                                          | —                                                                                | 9 925,9                                                                          | 11 391,6                                                                         | 30 431,6                                                                         | —                                                                                | 56 317,8                                                                         | 60 099,5                                                                         |                                                                                  |
| 1.01.1960 | 663,8                                                                            | 1 113,5                                                                          | 2 029,4                                                                          | 3 806,7                                                                          | 4 607,2                                                                          | —                                                                                | 10 191,0                                                                         | 12 599,5                                                                         | 34 070,2                                                                         | —                                                                                | 61 467,9                                                                         | 65 274,6                                                                         |                                                                                  |
| 1.01.1961 | 642,8                                                                            | 1 063,4                                                                          | 1 980,7                                                                          | 3 686,9                                                                          | 4 060,2                                                                          | —                                                                                | 8 391,7                                                                          | 10 759,9                                                                         | 30 133,2                                                                         | —                                                                                | 53 325,0                                                                         | 57 011,9                                                                         |                                                                                  |
| 1.01.1962 | 405,9                                                                            | 791,2                                                                            | 1 413,2                                                                          | 2 610,3                                                                          | 2 525,1                                                                          | —                                                                                | 1 382,9                                                                          | 518,7                                                                            | 276,0                                                                            | —                                                                                | 4 702,7                                                                          | 7 313,0                                                                          |                                                                                  |
| 1.01.1963 | 415,5                                                                            | 862,0                                                                            | 1 672,7                                                                          | 2 950,2                                                                          | 3 240,6                                                                          | —                                                                                | 1 724,5                                                                          | 608,0                                                                            | 308,0                                                                            | —                                                                                | 5 881,1                                                                          | 8 831,3                                                                          |                                                                                  |
| 1.01.1964 | 407,1                                                                            | 862,4                                                                            | 1 726,2                                                                          | 2 995,7                                                                          | 3 702,8                                                                          | —                                                                                | 1 951,2                                                                          | 666,7                                                                            | 335,0                                                                            | —                                                                                | 6 655,7                                                                          | 9 651,4                                                                          |                                                                                  |
| 1.01.1965 | 443,1                                                                            | 976,6                                                                            | 1 938,0                                                                          | 3 357,7                                                                          | 4 287,6                                                                          | —                                                                                | 2 177,3                                                                          | 716,7                                                                            | 353,4                                                                            | —                                                                                | 7 535,0                                                                          | 10 892,7                                                                         |                                                                                  |
| 1.01.1966 | 461,7                                                                            | 1 100,8                                                                          | 2 236,3                                                                          | 3 798,8                                                                          | 5 158,8                                                                          | —                                                                                | 2 445,8                                                                          | 785,1                                                                            | 395,1                                                                            | —                                                                                | 8 784,8                                                                          | 12 583,6                                                                         |                                                                                  |
| 1.01.1967 | 492,0                                                                            | 1 260,3                                                                          | 2 579,9                                                                          | 4 332,2                                                                          | 6 167,7                                                                          | —                                                                                | 2 974,8                                                                          | 884,4                                                                            | 483,0                                                                            | —                                                                                | 10 509,9                                                                         | 14 842,1                                                                         |                                                                                  |
| 1.01.1968 | 490,2                                                                            | 1 320,2                                                                          | 2 842,1                                                                          | 4 652,5                                                                          | 7 168,6                                                                          | —                                                                                | 3 711,6                                                                          | 1 064,0                                                                          | 594,6                                                                            | —                                                                                | 12 538,8                                                                         | 17 191,3                                                                         |                                                                                  |
| 1.01.1969 | 512,0                                                                            | 1 427,6                                                                          | 3 173,4                                                                          | 5 113,0                                                                          | 8 049,3                                                                          | —                                                                                | 4 714,0                                                                          | 1 303,8                                                                          | 735,3                                                                            | —                                                                                | 14 802,4                                                                         | 19 915,4                                                                         |                                                                                  |
| 1.01.1970 | 536,4                                                                            | 1 469,3                                                                          | 3 345,7                                                                          | 5 351,4                                                                          | 8 787,3                                                                          | —                                                                                | 5 532,8                                                                          | 1 712,2                                                                          | 854,0                                                                            | —                                                                                | 16 886,3                                                                         | 22 237,7                                                                         |                                                                                  |
| 1.01.1971 | 527,0                                                                            | 1 497,0                                                                          | 3 401,0                                                                          | 5 425,0                                                                          | 8 400,3                                                                          | —                                                                                | 5 620,9                                                                          | 1 841,5                                                                          | 912,1                                                                            | —                                                                                | 16 774,8                                                                         | 22 199,8                                                                         |                                                                                  |
| 1.01.1972 | 556,1                                                                            | 1 587,1                                                                          | 3 574,6                                                                          | 5 717,8                                                                          | 8 884,7                                                                          | —                                                                                | 6 453,9                                                                          | 2 255,1                                                                          | 1 115,9                                                                          | —                                                                                | 18 709,6                                                                         | 24 427,4                                                                         |                                                                                  |
| 1.01.1973 | 566,9                                                                            | 1 666,8                                                                          | 3 758,9                                                                          | 5 992,6                                                                          | 9 400,8                                                                          | —                                                                                | 7 531,3                                                                          | 2 780,1                                                                          | 1 362,8                                                                          | —                                                                                | 21 075,0                                                                         | 27 067,6                                                                         |                                                                                  |
| 1.01.1974 | 592,0                                                                            | 1 720,5                                                                          | 3 964,6                                                                          | 6 277,1                                                                          | 9 880,7                                                                          | —                                                                                | 8 452,1                                                                          | 3 299,6                                                                          | 1 640,1                                                                          | —                                                                                | 23 272,5                                                                         | 29 549,6                                                                         |                                                                                  |
| 1.01.1975 | 627,4                                                                            | 1 871,3                                                                          | 4 320,9                                                                          | 6 819,6                                                                          | 10 695,3                                                                         | —                                                                                | 9 557,8                                                                          | 3 911,6                                                                          | 1 986,9                                                                          | —                                                                                | 26 151,6                                                                         | 32 971,2                                                                         |                                                                                  |
| 1.01.1976 | 665,8                                                                            | 2 086,2                                                                          | 4 739,0                                                                          | 7 491,0                                                                          | 11 482,5                                                                         | —                                                                                | 10 798,9                                                                         | 4 677,3                                                                          | 2 440,6                                                                          | —                                                                                | 29 399,3                                                                         | 36 890,3                                                                         |                                                                                  |
| 1.01.1977 | 708,8                                                                            | 2 219,1                                                                          | 5 118,9                                                                          | 8 046,8                                                                          | 12 255,0                                                                         | —                                                                                | 12 060,6                                                                         | 5 521,9                                                                          | 2 917,9                                                                          | —                                                                                | 32 755,4                                                                         | 40 802,2                                                                         |                                                                                  |
| 1.01.1978 | 755,3                                                                            | 2 348,7                                                                          | 5 462,7                                                                          | 8 566,7                                                                          | 12 744,8                                                                         | —                                                                                | 13 045,0                                                                         | 6 463,1                                                                          | 3 369,7                                                                          | —                                                                                | 35 622,6                                                                         | 44 189,3                                                                         |                                                                                  |
| 1.01.1979 | 801,8                                                                            | 2 495,4                                                                          | 5 818,9                                                                          | 9 116,1                                                                          | 12 950,7                                                                         | —                                                                                | 13 644,8                                                                         | 7 262,0                                                                          | 3 883,3                                                                          | —                                                                                | 37 740,8                                                                         | 46 856,9                                                                         |                                                                                  |
| 1.01.1980 | 837,1                                                                            | 2 556,7                                                                          | 5 856,3                                                                          | 9 250,1                                                                          | 12 765,5                                                                         | —                                                                                | 13 830,8                                                                         | 7 781,8                                                                          | 4 355,1                                                                          | —                                                                                | 38 733,2                                                                         | 47 983,3                                                                         |                                                                                  |
| 1.01.1981 | 873,5                                                                            | 2 826,0                                                                          | 6 496,4                                                                          | 10 195,9                                                                         | 13 404,7                                                                         | —                                                                                | 14 446,0                                                                         | 8 290,7                                                                          | 4 798,0                                                                          | —                                                                                | 40 939,4                                                                         | 51 135,3                                                                         |                                                                                  |
| 1.01.1982 | 872,1                                                                            | 2 919,9                                                                          | 6 487,3                                                                          | 10 279,3                                                                         | 13 208,1                                                                         | —                                                                                | 14 636,1                                                                         | 8 613,6                                                                          | 5 279,4                                                                          | —                                                                                | 41 737,2                                                                         | 52 016,5                                                                         |                                                                                  |
| 1.01.1983 | 819,4                                                                            | 3 174,8                                                                          | 6 881,5                                                                          | 10 875,7                                                                         | 13 837,3                                                                         | —                                                                                | 15 451,0                                                                         | 9 336,3                                                                          | 5 924,2                                                                          | —                                                                                | 44 548,8                                                                         | 55 424,5                                                                         |                                                                                  |
| 1.01.1984 | 846,7                                                                            | 3 241,0                                                                          | 6 933,6                                                                          | 11 021,3                                                                         | 15 101,0                                                                         | —                                                                                | 16 948,8                                                                         | 10 597,0                                                                         | 6 980,7                                                                          | —                                                                                | 49 627,5                                                                         | 60 648,8                                                                         |                                                                                  |
| 1.01.1985 | 853,8                                                                            | 3 230,6                                                                          | 6 873,3                                                                          | 10 957,7                                                                         | 15 468,2                                                                         | —                                                                                | 18 262,1                                                                         | 11 878,2                                                                         | 8 159,8                                                                          | —                                                                                | 53 768,3                                                                         | 64 726,0                                                                         |                                                                                  |
| 1.01.1986 | 892,4                                                                            | 3 226,6                                                                          | 6 952,6                                                                          | 11 071,6                                                                         | 15 776,7                                                                         | —                                                                                | 19 041,8                                                                         | 13 223,4                                                                         | 9 610,9                                                                          | —                                                                                | 57 652,8                                                                         | 68 724,4                                                                         |                                                                                  |
| 1.01.1987 | 950,4                                                                            | 3 405,1                                                                          | 7 213,9                                                                          | 11 569,4                                                                         | 16 203,6                                                                         | —                                                                                | 19 715,9                                                                         | 14 325,9                                                                         | 10 702,9                                                                         | —                                                                                | 60 948,3                                                                         | 72 517,7                                                                         |                                                                                  |
| 1.01.1988 | 1 004,3                                                                          | 3 523,6                                                                          | 7 508,4                                                                          | 12 036,3                                                                         | 17 199,8                                                                         | —                                                                                | 20 916,5                                                                         | 16 292,8                                                                         | 11 830,0                                                                         | —                                                                                | 66 239,1                                                                         | 78 275,4                                                                         |                                                                                  |
| 1.01.1989 | 1 069,8                                                                          | 4 022,2                                                                          | 8 215,1                                                                          | 13 307,1                                                                         | 19 483,6                                                                         | —                                                                                | 24 319,8                                                                         | 19 301,4                                                                         | 13 473,8                                                                         | —                                                                                | 76 578,6                                                                         | 89 885,7                                                                         |                                                                                  |
| 1.01.1990 | 1 265,2                                                                          | 4 764,7                                                                          | 10 198,9                                                                         | 16 228,8                                                                         | 24 785,6                                                                         | —                                                                                | 28 830,0                                                                         | 22 053,3                                                                         | 16 129,9                                                                         | —                                                                                | 91 798,8                                                                         | 108 027,6                                                                        |                                                                                  |
| 1.01.1991 | 1 559,0                                                                          | 6 041,7                                                                          | 13 036,4                                                                         | 20 637,1                                                                         | 30 429,7                                                                         | —                                                                                | 36 963,4                                                                         | 26 162,1                                                                         | 22 022,7                                                                         | —                                                                                | 115 577,9                                                                        | 136 215,0                                                                        |                                                                                  |
| Примітки: У таблиці під «поточними карбованцями» мається на увазі такі одиниці вимірювання в залежності від періоду: 1. карбованець зразка 1924 року — до 1.01.1948; 2. карбованець зразка 1947 року — з 1.01.1948 до 1.01.1961; 3. карбованець зразка 1961 року — з 1.01.1962. - (* — у даних за 1925—1929 роки наведені суми за грошовими білетами, які перебували в «народному обігу», тобто за винятком готівки в касі Держбанку СРСР і в дорозі. Всі інші дані в таблиці, починаючи з 1935 року, відображають суми за емісійним балансом) - (** — у 1935 році купюрна будова банкнот вказана в джерелі з позначкою «орієнтовно», а у 1937 році розрахована з відсоткової будови, вказаної в джерелі з однією цифрою після коми) |                                                                                  |                                                                                  |                                                                                  |                                                                                  |                                                                                  |                                                                                  |                                                                                  |                                                                                  |                                                                                  |                                                                                  |                                                                                  |                                                                                  |                                                                                  |

#### Монетна будова грошової маси в обігу СРСР 1925—1991 років
| Монетна будова грошової маси в обігу (мільйонів поточних карбованців) | Монетна будова грошової маси в обігу (мільйонів поточних карбованців) | Монетна будова грошової маси в обігу (мільйонів поточних карбованців) | Монетна будова грошової маси в обігу (мільйонів поточних карбованців) | Монетна будова грошової маси в обігу (мільйонів поточних карбованців) | Монетна будова грошової маси в обігу (мільйонів поточних карбованців) | Монетна будова грошової маси в обігу (мільйонів поточних карбованців) | Монетна будова грошової маси в обігу (мільйонів поточних карбованців) | Монетна будова грошової маси в обігу (мільйонів поточних карбованців) | Монетна будова грошової маси в обігу (мільйонів поточних карбованців) | Монетна будова грошової маси в обігу (мільйонів поточних карбованців) | Монетна будова грошової маси в обігу (мільйонів поточних карбованців) | Монетна будова грошової маси в обігу (мільйонів поточних карбованців) | Монетна будова грошової маси в обігу (мільйонів поточних карбованців) | Монетна будова грошової маси в обігу (мільйонів поточних карбованців) | Монетна будова грошової маси в обігу (мільйонів поточних карбованців) | Монетна будова грошової маси в обігу (мільйонів поточних карбованців) | Монетна будова грошової маси в обігу (мільйонів поточних карбованців) | Монетна будова грошової маси в обігу (мільйонів поточних карбованців) | Монетна будова грошової маси в обігу (мільйонів поточних карбованців) | Монетна будова грошової маси в обігу (мільйонів поточних карбованців) | Монетна будова грошової маси в обігу (мільйонів поточних карбованців) |
| Дата | Розмінна монета і знаки                                               | Розмінна монета і знаки                                               | Розмінна монета і знаки                                               | Розмінна монета і знаки                                               | Розмінна монета і знаки                                               | Розмінна монета і знаки                                               | Розмінна монета і знаки                                               | Розмінна монета і знаки                                               | Розмінна монета і знаки                                               | Розмінна монета і знаки                                               | Розмінна монета і знаки                                               | Розмінна монета і знаки                                               | Розмінна монета і знаки                                               | Розмінна монета і знаки                                               | Розмінна монета і знаки                                               | 1 крб. (металевий)                                                    | Всього монети (крім монет з дорог. металів)                           | Монети з дорогоцінних металів                                         | Монети з дорогоцінних металів                                         | Монети з дорогоцінних металів                                         | Всього монет                                                          |
| Дата | Бронзова монета                                                       | Бронзова монета                                                       | Бронзова монета                                                       | Бронзова монета                                                       | Бронзова монета                                                       | Мідно-нікелева монета                                                 | Мідно-нікелева монета                                                 | Мідно-нікелева монета                                                 | Мідно-нікелева монета                                                 | Мідно-нікелева монета                                                 | Срібна монета                                                         | Срібна монета                                                         | Мідна монета                                                          | Знаки                                                                 | Всього розмінних монет і знаків                                       | 1 крб. (металевий)                                                    | Всього монети (крім монет з дорог. металів)                           | Золотий червінець                                                     | Олімпійські монети                                                    | Монети з дорог. металів                                               | Всього монет                                                          |
| Дата | 1 копійка                                                             | 2 копійки                                                             | 3 копійки                                                             | 5 копійок                                                             | Всього бронзової монети                                               | 10 копійок                                                            | 15 копійок                                                            | 20 копійок                                                            | 50 копійок                                                            | Всього мідно- нікелевої монети                                        | Банківське срібло (25 і 50 копійок, 1 крб.)                           | Розмінне срібло (5, 10, 15 і 20 копійок)                              | 1, 2, 3 і 5 копійок                                                   | Казначейські розмінні знаки (бони): 1, 2, 3, 5 і 50 копійок           | Всього розмінних монет і знаків                                       | 1 крб. (металевий)                                                    | Всього монети (крім монет з дорог. металів)                           | Золотий червінець                                                     | Олімпійські монети                                                    | Монети з дорог. металів                                               | Всього монет                                                          |
| --- | --------------------------------------------------------------------- | --------------------------------------------------------------------- | --------------------------------------------------------------------- | --------------------------------------------------------------------- | --------------------------------------------------------------------- | --------------------------------------------------------------------- | --------------------------------------------------------------------- | --------------------------------------------------------------------- | --------------------------------------------------------------------- | --------------------------------------------------------------------- | --------------------------------------------------------------------- | --------------------------------------------------------------------- | --------------------------------------------------------------------- | --------------------------------------------------------------------- | --------------------------------------------------------------------- | --------------------------------------------------------------------- | --------------------------------------------------------------------- | --------------------------------------------------------------------- | --------------------------------------------------------------------- | --------------------------------------------------------------------- | --------------------------------------------------------------------- |
| 1.01.1925 | —                                                                     | —                                                                     | —                                                                     | —                                                                     | —                                                                     | —                                                                     | —                                                                     | —                                                                     | —                                                                     | —                                                                     | 30,5                                                                  | 43,1                                                                  | 3,1                                                                   | 27,8                                                                  | 102,7                                                                 | —                                                                     | 102,7                                                                 | —                                                                     | —                                                                     | —                                                                     | 102,7                                                                 |
| 1.01.1926 | —                                                                     | —                                                                     | —                                                                     | —                                                                     | 0                                                                     | —                                                                     | —                                                                     | —                                                                     | —                                                                     | —                                                                     | 54,6                                                                  | 87,4                                                                  | 7,6                                                                   | 5,4                                                                   | 155,0                                                                 | —                                                                     | 154,9                                                                 | —                                                                     | —                                                                     | —                                                                     | 154,9                                                                 |
| 1.01.1927 | ?                                                                     | ?                                                                     | ?                                                                     | ?                                                                     | 2,0                                                                   | —                                                                     | —                                                                     | —                                                                     | —                                                                     | —                                                                     | 68,0                                                                  | 94,3                                                                  | 8,7                                                                   | 4,2                                                                   | 177,1                                                                 | —                                                                     | 177,1                                                                 | —                                                                     | —                                                                     | —                                                                     | 177,1                                                                 |
| 1.01.1928 | ?                                                                     | ?                                                                     | ?                                                                     | ?                                                                     | 4,3                                                                   | —                                                                     | —                                                                     | —                                                                     | —                                                                     | —                                                                     | 72,7                                                                  | 106,2                                                                 | 9,4                                                                   | 4,2                                                                   | 196,7                                                                 | —                                                                     | 196,7                                                                 | —                                                                     | —                                                                     | —                                                                     | 196,7                                                                 |
| 1.01.1929 | ?                                                                     | ?                                                                     | ?                                                                     | ?                                                                     | 6,6                                                                   | —                                                                     | —                                                                     | —                                                                     | —                                                                     | —                                                                     | 72,1                                                                  | 123,1                                                                 | 9,9                                                                   | 0                                                                     | 211,7                                                                 | —                                                                     | 211,7                                                                 | —                                                                     | —                                                                     | —                                                                     | 211,7                                                                 |
| 1.01.1930 | ?                                                                     | ?                                                                     | ?                                                                     | ?                                                                     | 11,4                                                                  | —                                                                     | —                                                                     | —                                                                     | —                                                                     | —                                                                     | 71,5                                                                  | 157,1                                                                 | 9,6                                                                   | —                                                                     | 249,6                                                                 | —                                                                     | 249,6                                                                 | —                                                                     | —                                                                     | —                                                                     | 249,6                                                                 |
| 1.01.1931 | ?                                                                     | ?                                                                     | ?                                                                     | ?                                                                     | 19,3                                                                  | —                                                                     | —                                                                     | —                                                                     | —                                                                     | —                                                                     | 69,9                                                                  | 179,0                                                                 | 8,8                                                                   | —                                                                     | 277,1                                                                 | —                                                                     | 277,1                                                                 | —                                                                     | —                                                                     | —                                                                     | 277,1                                                                 |
| 1.01.1932 | ?                                                                     | ?                                                                     | ?                                                                     | ?                                                                     | 35,8                                                                  | —                                                                     | —                                                                     | —                                                                     | —                                                                     | 0                                                                     | 69,0                                                                  | 198,5                                                                 | 8,1                                                                   | —                                                                     | 311,5                                                                 | —                                                                     | 311,5                                                                 | —                                                                     | —                                                                     | —                                                                     | 311,5                                                                 |
| 1.01.1933 | ?                                                                     | ?                                                                     | ?                                                                     | ?                                                                     | 41,7                                                                  | ?                                                                     | ?                                                                     | ?                                                                     | —                                                                     | 55,4                                                                  | 68,1                                                                  | 191,2                                                                 | 7,5                                                                   | —                                                                     | 364,0                                                                 | —                                                                     | 364,0                                                                 | —                                                                     | —                                                                     | —                                                                     | 364,0                                                                 |
| 1.01.1934 | ?                                                                     | ?                                                                     | ?                                                                     | ?                                                                     | 43,9                                                                  | ?                                                                     | ?                                                                     | ?                                                                     | —                                                                     | 74,9                                                                  | 67,5                                                                  | 174,8                                                                 | 7,4                                                                   | —                                                                     | 368,4                                                                 | —                                                                     | 368,4                                                                 | —                                                                     | —                                                                     | —                                                                     | 368,4                                                                 |
| 1.01.1935 | ?                                                                     | ?                                                                     | ?                                                                     | ?                                                                     | 47,9                                                                  | ?                                                                     | ?                                                                     | ?                                                                     | —                                                                     | 113,2                                                                 | 67,1                                                                  | 160,8                                                                 | 7,3                                                                   | —                                                                     | 396,3                                                                 | —                                                                     | 396,3                                                                 | —                                                                     | —                                                                     | —                                                                     | 396,3                                                                 |
| 1.01.1936 | ?                                                                     | ?                                                                     | ?                                                                     | ?                                                                     | 51,9                                                                  | ?                                                                     | ?                                                                     | ?                                                                     | —                                                                     | 138,8                                                                 | 67,0                                                                  | 154,5                                                                 | 7,2                                                                   | —                                                                     | 419,4                                                                 | —                                                                     | 419,4                                                                 | —                                                                     | —                                                                     | —                                                                     | 419,4                                                                 |
| 1.01.1937 | ?                                                                     | ?                                                                     | ?                                                                     | ?                                                                     | 57,6                                                                  | ?                                                                     | ?                                                                     | ?                                                                     | —                                                                     | 158,2                                                                 | 66,9                                                                  | 145,1                                                                 | 7,1                                                                   | —                                                                     | 434,9                                                                 | —                                                                     | 434,9                                                                 | —                                                                     | —                                                                     | —                                                                     | 434,9                                                                 |
| 1.01.1938 | ?                                                                     | ?                                                                     | ?                                                                     | ?                                                                     | 63,4                                                                  | ?                                                                     | ?                                                                     | ?                                                                     | —                                                                     | 182,4                                                                 | 66,6                                                                  | 137,1                                                                 | 7,1                                                                   | —                                                                     | 456,5                                                                 | —                                                                     | 456,5                                                                 | —                                                                     | —                                                                     | —                                                                     | 456,6                                                                 |
| 1.01.1939 | ?                                                                     | ?                                                                     | ?                                                                     | ?                                                                     | 70,7                                                                  | ?                                                                     | ?                                                                     | ?                                                                     | —                                                                     | 213,5                                                                 | 66,5                                                                  | 131,9                                                                 | 7,0                                                                   | —                                                                     | 489,5                                                                 | —                                                                     | 489,51                                                                | —                                                                     | —                                                                     | —                                                                     | 489,5                                                                 |
| 1.01.1940 | ?                                                                     | ?                                                                     | ?                                                                     | ?                                                                     | 79,8                                                                  | ?                                                                     | ?                                                                     | ?                                                                     | —                                                                     | 260,7                                                                 | 66,4                                                                  | 128,8                                                                 | 7,0                                                                   | —                                                                     | 542,8                                                                 | —                                                                     | 542,76                                                                | —                                                                     | —                                                                     | —                                                                     | 542,7                                                                 |
| 1.01.1941 | 15,9                                                                  | 23,3                                                                  | 23,8                                                                  | 24,4                                                                  | 87,4                                                                  | 86,4                                                                  | 89,8                                                                  | 132,4                                                                 | —                                                                     | 308,6                                                                 | 66,3                                                                  | 127,3                                                                 | 7,0                                                                   | —                                                                     | 596,6                                                                 | —                                                                     | 596,6                                                                 | —                                                                     | —                                                                     | —                                                                     | 596,6                                                                 |
| 1.01.1942 | 16,4                                                                  | 24,4                                                                  | 24,6                                                                  | 25,0                                                                  | 90,3                                                                  | 91,8                                                                  | 92,4                                                                  | 134,5                                                                 | —                                                                     | 318,6                                                                 | 66,1                                                                  | 125,4                                                                 | 7,0                                                                   | —                                                                     | 607,5                                                                 | —                                                                     | 607,5                                                                 | —                                                                     | —                                                                     | —                                                                     | 607,5                                                                 |
| 1.01.1943 | 16,7                                                                  | 24,7                                                                  | 25,6                                                                  | 26,2                                                                  | 93,3                                                                  | 97,6                                                                  | 102,8                                                                 | 150,6                                                                 | —                                                                     | 351,0                                                                 | 66,0                                                                  | 125,3                                                                 | 7,0                                                                   | —                                                                     | 642,6                                                                 | —                                                                     | 642,6                                                                 | —                                                                     | —                                                                     | —                                                                     | 642,6                                                                 |
| 1.01.1944 | 17,0                                                                  | 25,1                                                                  | 26,1                                                                  | 26,7                                                                  | 94,9                                                                  | 102,4                                                                 | 109,8                                                                 | 160,0                                                                 | —                                                                     | 372,2                                                                 | 66,0                                                                  | 125,2                                                                 | 7,0                                                                   | —                                                                     | 665,3                                                                 | —                                                                     | 665,3                                                                 | —                                                                     | —                                                                     | —                                                                     | 665,3                                                                 |
| 1.01.1945 | 17,2                                                                  | 25,7                                                                  | 26,8                                                                  | 27,5                                                                  | 97,3                                                                  | 108,1                                                                 | 116,9                                                                 | 170,1                                                                 | —                                                                     | 395,2                                                                 | 65,9                                                                  | 125,1                                                                 | 7,0                                                                   | —                                                                     | 690,4                                                                 | —                                                                     | 690,4                                                                 | —                                                                     | —                                                                     | —                                                                     | 690,4                                                                 |
| 1.01.1946 | 17,4                                                                  | 26,3                                                                  | 27,5                                                                  | 28,3                                                                  | 99,4                                                                  | 112,6                                                                 | 127,5                                                                 | 185,8                                                                 | —                                                                     | 425,8                                                                 | 65,9                                                                  | 125,0                                                                 | 7,0                                                                   | —                                                                     | 723,2                                                                 | —                                                                     | 723,2                                                                 | —                                                                     | —                                                                     | —                                                                     | 723,2                                                                 |
| 1.01.1947 | 17,7                                                                  | 26,8                                                                  | 28,9                                                                  | 29,9                                                                  | 103,2                                                                 | 122,1                                                                 | 146,9                                                                 | 209,8                                                                 | —                                                                     | 478,8                                                                 | 65,8                                                                  | 124,9                                                                 | 7,0                                                                   | —                                                                     | 779,7                                                                 | —                                                                     | 779,7                                                                 | —                                                                     | —                                                                     | —                                                                     | 779,7                                                                 |
| 1.01.1948 | 18,0                                                                  | 27,4                                                                  | 30,2                                                                  | 31,7                                                                  | 107,3                                                                 | 129,6                                                                 | 163,6                                                                 | 230,5                                                                 | —                                                                     | 523,7                                                                 | 65,8                                                                  | 124,7                                                                 | 7,0                                                                   | —                                                                     | 828,5                                                                 | —                                                                     | 828,5                                                                 | —                                                                     | —                                                                     | —                                                                     | 828,5                                                                 |
| 1.01.1949 | 18,4                                                                  | 27,8                                                                  | 31,3                                                                  | 33,4                                                                  | 110,8                                                                 | 136,7                                                                 | 175,3                                                                 | 242,2                                                                 | —                                                                     | 554,1                                                                 | 65,6                                                                  | 123,9                                                                 | 7,0                                                                   | —                                                                     | 861,5                                                                 | —                                                                     | 861,5                                                                 | —                                                                     | —                                                                     | —                                                                     | 861,5                                                                 |
| 1.01.1950 | 18,8                                                                  | 28,5                                                                  | 32,6                                                                  | 35,5                                                                  | 115,5                                                                 | 149,4                                                                 | 190,7                                                                 | 260,3                                                                 | —                                                                     | 600,5                                                                 | 65,6                                                                  | 122,9                                                                 | 7,0                                                                   | —                                                                     | 911,5                                                                 | —                                                                     | 911,5                                                                 | —                                                                     | —                                                                     | —                                                                     | 911,5                                                                 |
| 1.01.1951 | 20,5                                                                  | 31,6                                                                  | 37,3                                                                  | 39,9                                                                  | 129,4                                                                 | 167,3                                                                 | 213,4                                                                 | 287,9                                                                 | —                                                                     | 668,7                                                                 | 65,8                                                                  | 121,8                                                                 | 7,0                                                                   | —                                                                     | 992,7                                                                 | —                                                                     | 992,7                                                                 | —                                                                     | —                                                                     | —                                                                     | 992,7                                                                 |
| 1.01.1952 | 21,7                                                                  | 33,5                                                                  | 40,0                                                                  | 42,4                                                                  | 137,7                                                                 | 179,7                                                                 | 224,2                                                                 | 305,9                                                                 | —                                                                     | 709,8                                                                 | 65,4                                                                  | 120,8                                                                 | 7,0                                                                   | —                                                                     | 1 040,6                                                               | —                                                                     | 1 040,6                                                               | —                                                                     | —                                                                     | —                                                                     | 1 040,6                                                               |
| 1.01.1953 | 22,8                                                                  | 35,4                                                                  | 42,5                                                                  | 44,8                                                                  | 145,4                                                                 | 192,0                                                                 | 239,5                                                                 | 320,1                                                                 | —                                                                     | 751,7                                                                 | 65,4                                                                  | 120,1                                                                 | 7,0                                                                   | —                                                                     | 1089,5                                                                | —                                                                     | 1089,5                                                                | —                                                                     | —                                                                     | —                                                                     | 1089,5                                                                |
| 1.01.1954 | 24,1                                                                  | 37,9                                                                  | 46,1                                                                  | 48,3                                                                  | 156,5                                                                 | 211,2                                                                 | 262,0                                                                 | 346,3                                                                 | —                                                                     | 819,5                                                                 | 65,3                                                                  | 119,6                                                                 | 7,0                                                                   | —                                                                     | 1 167,9                                                               | —                                                                     | 1 167,9                                                               | —                                                                     | —                                                                     | —                                                                     | 1 167,9                                                               |
| 1.01.1955 | 25,9                                                                  | 41,1                                                                  | 50,6                                                                  | 53,0                                                                  | 170,7                                                                 | 234,0                                                                 | 292,4                                                                 | 379,8                                                                 | —                                                                     | 906,2                                                                 | 65,2                                                                  | 119,3                                                                 | 7,0                                                                   | —                                                                     | 1 268,5                                                               | —                                                                     | 1 268,5                                                               | —                                                                     | —                                                                     | —                                                                     | 1 268,5                                                               |
| 1.01.1956 | 27,5                                                                  | 43,8                                                                  | 54,3                                                                  | 56,8                                                                  | 182,5                                                                 | 255,8                                                                 | 319,1                                                                 | 411,7                                                                 | —                                                                     | 986,6                                                                 | 65,2                                                                  | 119,0                                                                 | 7,0                                                                   | —                                                                     | 1 360,3                                                               | —                                                                     | 1 360,3                                                               | —                                                                     | —                                                                     | —                                                                     | 1 360,3                                                               |
| 1.01.1957 | 29,1                                                                  | 46,4                                                                  | 58,0                                                                  | 60,8                                                                  | 194,4                                                                 | 279,9                                                                 | 348,8                                                                 | 445,6                                                                 | —                                                                     | 1 074,4                                                               | 65,1                                                                  | 118,7                                                                 | 7,0                                                                   | —                                                                     | 1 459,6                                                               | —                                                                     | 1 459,6                                                               | —                                                                     | —                                                                     | —                                                                     | 1 459,6                                                               |
| 1.01.1958 | 30,9                                                                  | 49,6                                                                  | 62,1                                                                  | 65,0                                                                  | 207,7                                                                 | 313,2                                                                 | 388,0                                                                 | 494,5                                                                 | —                                                                     | 1 195,6                                                               | 65,0                                                                  | 118,5                                                                 | 7,0                                                                   | —                                                                     | 1 593,9                                                               | —                                                                     | 1 593,9                                                               | —                                                                     | —                                                                     | —                                                                     | 1 593,9                                                               |
| 1.01.1959 | 32,2                                                                  | 51,9                                                                  | 65,2                                                                  | 68,0                                                                  | 217,2                                                                 | 337,3                                                                 | 417,2                                                                 | 532,0                                                                 | —                                                                     | 1 286,5                                                               | 65,0                                                                  | 118,4                                                                 | 7,0                                                                   | —                                                                     | 1 694,1                                                               | —                                                                     | 1 694,1                                                               | —                                                                     | —                                                                     | —                                                                     | 1 694,1                                                               |
| 1.01.1960 | 33,1                                                                  | 53,5                                                                  | 67,2                                                                  | 69,9                                                                  | 223,7                                                                 | 358,5                                                                 | 442,6                                                                 | 563,3                                                                 | —                                                                     | 1 364,5                                                               | 64,9                                                                  | 118,2                                                                 | 7,0                                                                   | —                                                                     | 1 778,4                                                               | —                                                                     | 1 778,4                                                               | —                                                                     | —                                                                     | —                                                                     | 1 778,4                                                               |
| 1.01.1961 | 33,6                                                                  | 54,4                                                                  | 68,2                                                                  | 70,8                                                                  | 227,1                                                                 | 366,1                                                                 | 436,2                                                                 | 542,8                                                                 | 0                                                                     | 1 345,1                                                               | 64,8                                                                  | 118,1                                                                 | 7,0                                                                   | —                                                                     | 1 762,0                                                               | 0                                                                     | 1 762,0                                                               | —                                                                     | —                                                                     | —                                                                     | 1 762,0                                                               |
| 1.01.1962 | 38,3                                                                  | 59,4                                                                  | 70,8                                                                  | 9,7                                                                   | 178,2                                                                 | 44,3                                                                  | 44,6                                                                  | 52,5                                                                  | 46,4                                                                  | 187,8                                                                 | 0                                                                     | 0                                                                     | 0                                                                     | —                                                                     | 366,0                                                                 | 25,2                                                                  | 391,2                                                                 | —                                                                     | —                                                                     | —                                                                     | 391,2                                                                 |
| 1.01.1963 | 42,3                                                                  | 62,3                                                                  | 72,1                                                                  | 11,2                                                                  | 188,1                                                                 | 51,1                                                                  | 49,3                                                                  | 56,7                                                                  | 46,3                                                                  | 203,3                                                                 | —                                                                     | —                                                                     | —                                                                     | —                                                                     | 391,3                                                                 | 43,6                                                                  | 434,9                                                                 | —                                                                     | —                                                                     | —                                                                     | 434,9                                                                 |
| 1.01.1964 | 46,7                                                                  | 65,1                                                                  | 73,5                                                                  | 12,6                                                                  | 197,7                                                                 | 60,3                                                                  | 56,1                                                                  | 63,1                                                                  | 37,4                                                                  | 216,9                                                                 | —                                                                     | —                                                                     | —                                                                     | —                                                                     | 414,6                                                                 | 38,1                                                                  | 452,8                                                                 | —                                                                     | —                                                                     | —                                                                     | 452,8                                                                 |
| 1.01.1965 | 51,0                                                                  | 67,7                                                                  | 75,0                                                                  | 14,2                                                                  | 207,8                                                                 | 70,1                                                                  | 64,8                                                                  | 72,4                                                                  | 21,4                                                                  | 228,8                                                                 | —                                                                     | —                                                                     | —                                                                     | —                                                                     | 436,6                                                                 | 22,7                                                                  | 459,3                                                                 | —                                                                     | —                                                                     | —                                                                     | 459,3                                                                 |
| 1.01.1966 | 55,9                                                                  | 70,4                                                                  | 76,8                                                                  | 15,7                                                                  | 218,8                                                                 | 79,5                                                                  | 72,5                                                                  | 79,1                                                                  | 25,4                                                                  | 256,5                                                                 | —                                                                     | —                                                                     | —                                                                     | —                                                                     | 475,3                                                                 | 44,1                                                                  | 519,3                                                                 | —                                                                     | —                                                                     | —                                                                     | 519,3                                                                 |
| 1.01.1967 | 61,6                                                                  | 73,7                                                                  | 78,7                                                                  | 17,6                                                                  | 231,6                                                                 | 90,8                                                                  | 82,0                                                                  | 87,6                                                                  | 26,9                                                                  | 287,3                                                                 | —                                                                     | —                                                                     | —                                                                     | —                                                                     | 518,9                                                                 | 69,7                                                                  | 588,6                                                                 | —                                                                     | —                                                                     | —                                                                     | 588,6                                                                 |
| 1.01.1968 | 67,9                                                                  | 77,1                                                                  | 80,8                                                                  | 19,6                                                                  | 245,3                                                                 | 104,0                                                                 | 95,7                                                                  | 102,4                                                                 | 42,9                                                                  | 345,0                                                                 | —                                                                     | —                                                                     | —                                                                     | —                                                                     | 590,3                                                                 | 95,9                                                                  | 686,2                                                                 | —                                                                     | —                                                                     | —                                                                     | 686,2                                                                 |
| 1.01.1969 | 74,6                                                                  | 80,6                                                                  | 83,2                                                                  | 21,5                                                                  | 260,0                                                                 | 114,2                                                                 | 104,9                                                                 | 110,1                                                                 | 44,0                                                                  | 373,2                                                                 | —                                                                     | —                                                                     | —                                                                     | —                                                                     | 633,2                                                                 | 86,9                                                                  | 720,1                                                                 | —                                                                     | —                                                                     | —                                                                     | 720,1                                                                 |
| 1.01.1970 | 82,2                                                                  | 84,6                                                                  | 85,7                                                                  | 23,9                                                                  | 276,3                                                                 | 126,6                                                                 | 116,8                                                                 | 121,9                                                                 | 43,0                                                                  | 408,3                                                                 | —                                                                     | —                                                                     | —                                                                     | —                                                                     | 684,7                                                                 | 80,9                                                                  | 765,6                                                                 | —                                                                     | —                                                                     | —                                                                     | 765,6                                                                 |
| 1.01.1971 | 90,2                                                                  | 88,9                                                                  | 88,5                                                                  | 26,2                                                                  | 293,8                                                                 | 138,4                                                                 | 129,0                                                                 | 133,3                                                                 | 42,5                                                                  | 443,2                                                                 | —                                                                     | —                                                                     | —                                                                     | —                                                                     | 737,1                                                                 | 133,7                                                                 | 870,8                                                                 | —                                                                     | —                                                                     | —                                                                     | 870,8                                                                 |
| 1.01.1972 | 98,2                                                                  | 93,0                                                                  | 91,3                                                                  | 27,9                                                                  | 310,4                                                                 | 151,5                                                                 | 140,8                                                                 | 143,7                                                                 | 44,1                                                                  | 480,0                                                                 | —                                                                     | —                                                                     | —                                                                     | —                                                                     | 790,5                                                                 | 127,5                                                                 | 917,9                                                                 | —                                                                     | —                                                                     | —                                                                     | 917,9                                                                 |
| 1.01.1973 | 106,9                                                                 | 97,1                                                                  | 94,5                                                                  | 30,0                                                                  | 328,5                                                                 | 164,9                                                                 | 154,4                                                                 | 155,7                                                                 | 46,5                                                                  | 521,5                                                                 | —                                                                     | —                                                                     | —                                                                     | —                                                                     | 850,0                                                                 | 136,8                                                                 | 986,8                                                                 | —                                                                     | —                                                                     | —                                                                     | 986,8                                                                 |
| 1.01.1974 | 115,6                                                                 | 100,9                                                                 | 97,5                                                                  | 32,0                                                                  | 346,0                                                                 | 179,2                                                                 | 166,9                                                                 | 167,0                                                                 | 48,8                                                                  | 561,9                                                                 | —                                                                     | —                                                                     | —                                                                     | —                                                                     | 907,9                                                                 | 136,4                                                                 | 1 044,3                                                               | —                                                                     | —                                                                     | —                                                                     | 1 044,3                                                               |
| 1.01.1975 | 124,1                                                                 | 104,8                                                                 | 100,7                                                                 | 34,0                                                                  | 363,5                                                                 | 195,9                                                                 | 180,4                                                                 | 179,7                                                                 | 51,2                                                                  | 607,2                                                                 | —                                                                     | —                                                                     | —                                                                     | —                                                                     | 970,8                                                                 | 138,5                                                                 | 1 109,2                                                               | 0                                                                     | —                                                                     | —                                                                     | 1 109,2                                                               |
| 1.01.1976 | 133,3                                                                 | 108,9                                                                 | 104,4                                                                 | 37,1                                                                  | 383,7                                                                 | 217,9                                                                 | 197,8                                                                 | 197,7                                                                 | 53,9                                                                  | 667,3                                                                 | —                                                                     | —                                                                     | —                                                                     | —                                                                     | 1 051,0                                                               | 149,2                                                                 | 1 200,2                                                               | 1,4                                                                   | —                                                                     | —                                                                     | 1 201,6                                                               |
| 1.01.1977 | 141,9                                                                 | 112,8                                                                 | 108,1                                                                 | 40,3                                                                  | 403,1                                                                 | 244,5                                                                 | 216,4                                                                 | 218,5                                                                 | 57,6                                                                  | 737,0                                                                 | —                                                                     | —                                                                     | —                                                                     | —                                                                     | 1 140,1                                                               | 157,7                                                                 | 1 297,8                                                               | 10,6                                                                  | —                                                                     | —                                                                     | 1 308,4                                                               |
| 1.01.1978 | 151,2                                                                 | 117,3                                                                 | 112,5                                                                 | 44,3                                                                  | 425,3                                                                 | 278,4                                                                 | 240,1                                                                 | 241,1                                                                 | 62,5                                                                  | 822,1                                                                 | —                                                                     | —                                                                     | —                                                                     | —                                                                     | 1 247,4                                                               | 168,4                                                                 | 1 415,8                                                               | 25,1                                                                  | —                                                                     | —                                                                     | 1 440,9                                                               |
| 1.01.1979 | 160,3                                                                 | 121,6                                                                 | 116,3                                                                 | 48,6                                                                  | 446,8                                                                 | 311,2                                                                 | 265,7                                                                 | 264,0                                                                 | 67,7                                                                  | 908,6                                                                 | —                                                                     | —                                                                     | —                                                                     | —                                                                     | 1 355,4                                                               | 180,0                                                                 | 1 535,4                                                               | 29,3                                                                  | 34,3                                                                  | —                                                                     | 1 599,0                                                               |
| 1.01.1980 | 169,8                                                                 | 126,7                                                                 | 119,9                                                                 | 52,4                                                                  | 468,8                                                                 | 344,7                                                                 | 288,4                                                                 | 289,0                                                                 | 72,7                                                                  | 994,8                                                                 | —                                                                     | —                                                                     | —                                                                     | —                                                                     | 1 463,6                                                               | 201,6                                                                 | 1 665,2                                                               | 36,8                                                                  | 95,7                                                                  | —                                                                     | 1 797,7                                                               |
| 1.01.1981 | 178,3                                                                 | 130,8                                                                 | 123,9                                                                 | 55,4                                                                  | 488,4                                                                 | 369,4                                                                 | 310,9                                                                 | 308,6                                                                 | 79,1                                                                  | 1 068,0                                                               | —                                                                     | —                                                                     | —                                                                     | —                                                                     | 1 556,4                                                               | 243,6                                                                 | 1 800,0                                                               | 37,6                                                                  | 127,3                                                                 | —                                                                     | 1 964,9                                                               |
| 1.01.1982 | 186,2                                                                 | 135,1                                                                 | 127,4                                                                 | 58,5                                                                  | 507,2                                                                 | 400,1                                                                 | 327,4                                                                 | 323,5                                                                 | 84,7                                                                  | 1 135,7                                                               | —                                                                     | —                                                                     | —                                                                     | —                                                                     | 1 642,9                                                               | 299,1                                                                 | 1 942,0                                                               | 37,7                                                                  | 127,3                                                                 | —                                                                     | 2 107,0                                                               |
| 1.01.1983 | 193,7                                                                 | 138,8                                                                 | 131,0                                                                 | 60,7                                                                  | 524,2                                                                 | 425,0                                                                 | 340,5                                                                 | 333,4                                                                 | 89,3                                                                  | 1 188,2                                                               | —                                                                     | —                                                                     | —                                                                     | —                                                                     | 1 712,4                                                               | 310,4                                                                 | 2 022,8                                                               | 42,8                                                                  | 127,5                                                                 | —                                                                     | 2 193,1                                                               |
| 1.01.1984 | 201,4                                                                 | 142,3                                                                 | 135,1                                                                 | 63,4                                                                  | 542,2                                                                 | 452,0                                                                 | 356,0                                                                 | 346,2                                                                 | 93,2                                                                  | 1 247,4                                                               | —                                                                     | —                                                                     | —                                                                     | —                                                                     | 1 789,6                                                               | 316,3                                                                 | 2 105,9                                                               | 42,8                                                                  | 127,5                                                                 | —                                                                     | 2 276,2                                                               |
| 1.01.1985 | 208,8                                                                 | 145,9                                                                 | 139,2                                                                 | 66,1                                                                  | 560,0                                                                 | 477,3                                                                 | 372,8                                                                 | 359,5                                                                 | 97,1                                                                  | 1 306,7                                                               | —                                                                     | —                                                                     | —                                                                     | —                                                                     | 1 866,7                                                               | 323,7                                                                 | 2 190,4                                                               | 42,8                                                                  | 127,5                                                                 | —                                                                     | 2 360,7                                                               |
| 1.01.1986 | 217,2                                                                 | 150,3                                                                 | 144,0                                                                 | 69,4                                                                  | 580,9                                                                 | 505,2                                                                 | 394,7                                                                 | 377,2                                                                 | 101,2                                                                 | 1 378,3                                                               | —                                                                     | —                                                                     | —                                                                     | —                                                                     | 1 959,2                                                               | 336,8                                                                 | 2 296,0                                                               | 42,8                                                                  | 127,5                                                                 | —                                                                     | 2 466,3                                                               |
| 1.01.1987 | 226,6                                                                 | 155,2                                                                 | 149,3                                                                 | 73,8                                                                  | 604,9                                                                 | 537,5                                                                 | 420,5                                                                 | 398,6                                                                 | 108,5                                                                 | 1 465,0                                                               | —                                                                     | —                                                                     | —                                                                     | —                                                                     | 2 070,0                                                               | 340,2                                                                 | 2 410,2                                                               | 42,8                                                                  | 129,9                                                                 | —                                                                     | 2 582,9                                                               |
| 1.01.1988 | 236,3                                                                 | 160,4                                                                 | 155,4                                                                 | 77,8                                                                  | 630,0                                                                 | 570,9                                                                 | 447,3                                                                 | 420,7                                                                 | 109,7                                                                 | 1 548,6                                                               | —                                                                     | —                                                                     | —                                                                     | —                                                                     | 2 178,6                                                               | 366,7                                                                 | 2 545,3                                                               | 42,8                                                                  | 131,3                                                                 | —                                                                     | 2 719,4                                                               |
| 1.01.1989 | 246,0                                                                 | 166,1                                                                 | 161,0                                                                 | 82,9                                                                  | 655,9                                                                 | 612,9                                                                 | 479,1                                                                 | 450,9                                                                 | 114,1                                                                 | 1 657,0                                                               | —                                                                     | —                                                                     | —                                                                     | —                                                                     | 2 312,9                                                               | 396,0                                                                 | 2 708,9                                                               | 42,8                                                                  | 130,9                                                                 | 2,0                                                                   | 2 884,6                                                               |
| 1.01.1990 | 256,4                                                                 | 172,6                                                                 | 167,6                                                                 | 89,9                                                                  | 686,4                                                                 | 658,8                                                                 | 520,0                                                                 | 494,9                                                                 | 119,6                                                                 | 1 793,4                                                               | —                                                                     | —                                                                     | —                                                                     | —                                                                     | 2 479,7                                                               | 432,2                                                                 | 2 911,9                                                               | 42,8                                                                  | 131,0                                                                 | 5,7                                                                   | 3 091,4                                                               |
| 1.01.1991 | 266,2                                                                 | 181,1                                                                 | 175,4                                                                 | 100,3                                                                 | 723,1                                                                 | 699,8                                                                 | 560,8                                                                 | 544,1                                                                 | 125,1                                                                 | 1 929,8                                                               | —                                                                     | —                                                                     | —                                                                     | —                                                                     | 2 652,9                                                               | 484,9                                                                 | 3 137,8                                                               | 42,8                                                                  | 131,0                                                                 | 9,7                                                                   | 3 321,3                                                               |
| Примітки: У таблиці під «поточними карбованцями» мається на увазі такі одиниці вимірювання в залежності від періоду: 1. карбованець зразка 1924 року — до 1.01.1948; 2. карбованець зразка 1947 року — з 1.01.1948 до 1.01.1961; 3. карбованець зразка 1961 року — з 1.01.1962. |                                                                       |                                                                       |                                                                       |                                                                       |                                                                       |                                                                       |                                                                       |                                                                       |                                                                       |                                                                       |                                                                       |                                                                       |                                                                       |                                                                       |                                                                       |                                                                       |                                                                       |                                                                       |                                                                       |                                                                       |                                                                       |